# Erfindung des Radios
Die Geschichte der Erfindung des Radios (lateinisch radius ‚Strahl‘) ist eine Reihe von Ereignissen im Zeitraum des 19. und der ersten Hälfte des 20. Jahrhunderts. Sie ist Bestandteil der Technikgeschichte und ebenso der Mediengeschichte dieser Zeit.

## Rezeption
Die Erfindung des Radios basiert in technischer Hinsicht auf:
- wissenschaftlicher Forschung, vor allem zur Elektrizität und Magnetismus sowie weiterer Wissenschaften,
- nachrichtentechnischer Erfindungen, vor allem von Telefon und Funktelegrafie,

und in medialer Hinsicht auf Medien u. a.:
- wie die heute historische Telegrafie zur Zeichenübertragung und der Telefonie zur Sprachübertragung.

### Technische Aspekte
Der Aufstieg des Hörfunks (schweizerdeutsch Rundspruch, englisch radio broadcast) beeinflusste in den 1920er und 1930er Jahren wiederum die Forcierung der Entwicklung besserer Sende-, Empfangs- und Aufzeichnungstechnik für das Radio.
Die wissenschaftlichen Erkenntnisse über die Eigenschaften von technisch nutzbaren elektromagnetischen Wellen, den Radiowellen, ermöglichten die Entstehung der Wissenschaftsdisziplin, die
- Radioastronomie sowie die Erfindung des
- Radar (Abkürzung aus Radio Detection and Ranging), für die Dektion von Objekten zufolge der Reflexion von Radiowellen.

Die Entwicklung des Radios hatte in der Folge Einfluss auf die Entwicklung des Fernsehens, einschließlich auf verschiedene Erfindungen der Fernsehtechnik, insbesondere zur drahtlosen Übertragung. Das Tonsignal und das nun dafür notwendige neue zweite Funksignal mit der Bildinformation, das Fernsehsignal wurden anfänglich bei dem ersten Fernsehen, dem sogenannten mechanischen Fernsehen, über Mittelwelle mit bestehender Rundfunktechnik ausgestrahlt.
Außerdem wurde die Entstehung der Radiotechnik mehrerer Funkdienste, vor allem per Sprechfunk wie dem Seefunk, der zuvor lediglich über Morsezeichen kommunizierte, Flugfunk sowie der Funknavigation bzw. -ortung beeinflusst.

### Aspekte als Medium
Die Erfindung des Radios ermöglichte die Entstehung des Radios im Sinne von Hörfunk als One-to-All-Medium bzw. auditives Tertiärmedium und die Entwicklung zum ersten elektronischen Massenmedium.
Ein Medium das erstmals
- breitenwirksam (hohe mediale Reichweite),
- unabhängig von gesellschaftlichem Stand,
- ohne spezielle Kenntnisse und Fähigkeiten genutzt werden konnte sowie
- dafür benötigte Empfangsgeräte kostengünstig industriell oder im Selbstbau herzustellen waren.

Durch diese einfache Möglichkeit der Teilhabe an diesem Medium ergaben sich auch neue Perspektiven der Teilhabe der Bevölkerung am gesellschaftlichen Leben bzw. politischen Wirken. Diese Eigenschaften des Mediums Radio bzw. Hörfunk waren in Tragweite einschließlich ihrer Bewertung unter damals zeitgenössischen Autoren der 1920er Jahre u. a. in Deutschland wie z. B. H. Bredow und anderen umstritten und unterschiedlich kommentiert. Mit dem Medium Radio bzw. Hörfunk beschäftigten sich mehrere Radiotheorien.

## Entwicklung der Technik

### Überblick
Die technischen Aufgaben für den Betrieb eines Radios sind:
- die Erzeugung, Bereitstellung und bei Bedarf die Speicherung und Abruf aus Tonspeichermedien wie einer Schallplatte, der zu übertragenen Tonsignale,
- die Modulation des Tonsignals auf eine Trägerschwingung, um so ausgestrahlt werden zu können,
- der Transport, die Übertragung dieses Signales zum Empfänger in Form der Ausbreitung von Radiowellen und letztlich
- der Empfang und die Aufbereitung bzw. Rückwandlung des Signales in Empfangsgeräten und Ausgabe aus Schall und so in vom Menschen wahrnehmbare Töne.

Als Grundlage zum Erfolg war die wissenschaftliche Erforschung der Physik, Chemie und Mathematik des 17. bis 19. Jahrhunderts notwendig. Erkenntnisse über Materialien als Leiter, Halbleiter und Nichtleiter, über Akustik, über Elektromagnetismus, elektrische Leitfähigkeit, Ladung und Entladung sowie das Verhalten magnetischer Felder sowie Wissen über die Funktionsweise von Apparaten, Bauteilen bzw. -elementen, insbesondere von Antennen, Spulen, Kondensatoren, Widerständen, Isolatoren und Batterien und Messgeräten sowie die Berechnung einzelner Vorgänge und Parameter zur Bestimmung der zu verwendenden Teile.

### Erzeugung und Bereitstellung eines Signales
Der unmittelbaren Erzeugung und Bereitstellung des Tonsignales folgt das Umwandeln, um es zu einem Signal zum Übertragen aufzubereiten. Zur Nutzung dazu dient als Quelle
- die Wiedergabe – einer zu einem früheren Zeitpunkt hergestellten Schallaufzeichnung (z. B. ein Hörspiel) zu nutzen oder
- die Verwendung einer in dem Moment Schall produzierenden Quelle (z. B. ein spielender Pianist).

#### Erfindungen zur Schallaufzeichnung

##### Edison, Berliner und Poulsen
1877 stellte der US-amerikanische Erfinder Thomas Alva Edison einen Zinnfolienphonographen, sein erstes brauchbares und noch rein mechanisch arbeitendes Verfahren zur Speicherung, der Tonaufzeichnung, vor. Der Phonograph wurde durch das Grammophon, das der Deutsch-Amerikaner Emil Berliner, Absolvent des Cooper-Institutes ein Jahrzehnt später erfand, abgelöst. Mit dem Telegraphon, dem Vorläufer von Tonbandgeräten, entwickelte der dänische Physiker Valdemar Poulsen ein weiteres Verfahren zur Aufzeichnung. Er erreichte dafür das Patent 1898.
Apparate dieser Art und ihre Weiterentwicklungen jener Zeit hatten für das Radio große Bedeutung, weil so z. B. Musik, Reden, Hörspiele oder Sendungen zum Sprachunterricht aufgezeichnet und völlig unabhängig von Aufnahmeort und -zeit sowie beliebig oft gesendet werden konnten. Damit gab es eine Alternative zur aufwendigeren Direktübertragung von Tonwerken, die vom Studio oder andernorts sofort übertragen werden mussten.

#### Erfindungen zur Schallwandlung

##### Wissenschaftliche Grundlagen
Die Schallwandlung ist der Prozess, die Schallwellen der dargebotenen oder aufgezeichneten Töne wie Sprache, Musik, Geräusche in dazu in gleicher Frequenzbereich vorliegende elektrische Schwingungen umzuwandeln. Hier waren für die Entwicklung Erkenntnisse über den Elektromagnetismus und die Akustik wichtig. Zu erwähnen sind Joseph Henry, Hendrik Antoon Lorentz, Charles Augustin de Coulomb und Hermann von Helmholtz.

##### Reis, Bell, Hughes, Hunnings und White
1861 erfand der Physiker Johann Philipp Reis als Erster einen brauchbaren Apparat mit der Fähigkeit der Umwandlung von Schall in einen schwachen elektrischen Strom und umgekehrt. Das Reis’sche Telephon funktionierte nach dem Vorbild des menschlichen Ohres folgendermaßen (siehe Bild weiter unten):
- Mit dem Sprechen in einen Schalltrichter (ähnlich dem Gehörgang) durch eine Tierhaut als Membran (ähnlich dem Trommelfell) verschlossenen ist, entstanden durch den Schalldruck verstärkt Bewegungen der Luftmoleküle, die die Membran in Schwingungen versetzten und damit ein Platinplättchen von einer rückstellenden Feder weg drücken konnten.
- Die Bewegungen lösten einen Strom aus, der über einen Draht abgeleitet wurde.
- Die Rückwandlung (das Hören) erfolgte über eine sich im gleichen Takt bewegende Stricknadel aus Eisen. Sie befand sich in einer um sie herum aus Kupferdraht gewickelten Spule, durch die der eben von der Sprecheinheit (dem Kontaktmikrophon) erzeugte Strom floss und die Bewegung der Nadel verursachte. Hier diente nun ein Holzkästchen, in dem diese Gerätschaft angebracht war, zur Verstärkung (quasi wie der Eingangs-Trichter) der zu hörenden Schallwellen. Reis nannte seine Erfindung Telephon. Allerdings wurde zu dieser Zeit in Reis’ Heimatland Deutschland nicht den Wert dieser Apparatur erkannt, sodass seine Erfindung letztendlich als Grundlage für weitere Schöpfungen Anderer diente. Die Erfindung erreichte internationalen Bekanntheitsgrad, weil Reis zahlreiche Demonstrationsmodelle, die er von Johann Valentin Albert herstellen ließ, auch in den USA verkaufte.

Eine Weiterentwicklung der Sprecheinheit des Reis’schen Telefons erzielte im Jahre 1876 neben dem Erfinder Alexander Graham Bell selbst, ein Jahr später sein Angestellter Emil Berliner. Berliner ergänzte im Mikrophon ein Stück Graphit, ein Material wie es in dieser Zeit in Elektromotoren Anwendung fand. Als eigentlicher Erfinder des Kohlemikrofons gilt aber der walisisch-amerikanische Wissenschaftler David Edward Hughes, ein US-amerikanisch-britischer Wissenschaftler, der ebenfalls wie Bell von Reis einen Musterapparat abkaufte und dessen Prinzip des Kontaktmikrofons weiter verbesserte.
Das Mikrophon als Schallwandler erlebte durch Henry Hunnings noch eine weitere Qualitätssteigerung in puncto Sprachverständlichkeit mit dem Einsatz von noch feineren Graphit-Körpern, den Kohlekörnern als Stäbchen und Stückchen. Letztlich konstruierte Anthony C. White 1890 (eingetragen als US-Patent 485311 am 1. November 1892) das erste Prinzip des Studiomikrophons. Der Werkstoff Graphit wurde später durch Elektrographit mit besseren Eigenschaften ersetzt.
Der auf Graphit basierende Typ von Mikrophonen fand in aller Welt beim Hörfunk sowie dem späteren Fernsehen noch drei Jahrzehnte Anwendung, in Sprechmuscheln von Telefonapparaten sogar noch bis in die 1970er Jahre.

### Entwicklung der Übertragungstechnik
Die nächste Aufgabe ist es, die mittels Schallwandlung erzeugten bzw. durch Schallaufzeichnung gespeicherten Signale zum Empfänger zu transportieren. Mitte des 19. Jahrhunderts begann eine besondere Zeit für die gesamte Nachrichtentechnik, speziell des Funks mit vielen Erfindungen und Versuchen mit der Zielsetzung der drahtlosen Übertragung.

#### Wissenschaftliche Grundlagen
| Beitragende Wissenschaftler                                                                                         |
| --- |
| - F. Arago 1786–1853 - M. Faraday 1791–1867 - A.-M. Ampere 1775–1836 - J. C. Maxwell 1831–1879 - H. Hertz 1857–1894 |

##### Ørsted, Ampère und Arago
Zur drahtlosen Übertragung waren Erkenntnisse des 18. und 19. Jahrhunderts, vor allem aus zwei Gebieten der Wissenschaft wichtig, der Physik und der Mathematik. Die ersten Beobachtungen magnetischer Auffälligkeiten erfolgen durch Hans Christian Ørsted, André-Marie Ampère und François Arago.

##### Faraday, Maxwell und Ruhmkorff
Der britische Universalgelehrte Michael Faraday beschrieb in seinem Buch Historical Sketch of Electro-Magnetism die Beobachtungen von Ørsted, Ampère und Arago und fasste erste schlussfolgernde Theorien dieser Wissenschaftler zusammen. Mit diesem wissenschaftlichen Werk legte Faraday zusammen mit seinen erfolgreichen und sehr umfangreichen Experimenten zur Elektrizität und zum Magnetismus die wissenschaftliche Grundlage für viele technische Erfindungen. Außerdem entwickelte Michael Faraday und auch Heinrich Daniel Rühmkorff (bzw. andere Schreibweise Ruhmkorff) verschiedene Modelle von Funkeninduktoren, die Grundlage für spätere Oszillatoren.
An Faradays Arbeiten knüpfte der schottische Physiker James Clerk Maxwell an, indem er sie ab den 1860er Jahren systematisierte und sie in Differentialgleichungen visualisierte, die nach ihm benannten vier Maxwellschen Gleichungen. 1871 entstand die Maxwellsche Wellentheorie, mit der er voraussagte, dass eine elektrische Entladung genauso Schwingungen erzeugen müsse, wie ein ins Wasser geworfener Stein. Ein zeitlich oszillierendes elektrisches Feld erzeugt ein zeitlich oszillierendes magnetisches Feld. Wenn nun letzteres wiederum ein elektrisches Feld entstehen lässt, ist das sich nun dadurch ausbreitende elektromagnetische Feld – eine elektromagnetische Welle. Maxwells Theorie war ein wichtiger Beitrag zu den technischen Grundlagen der Übertragung von Informationen.
| Wissenschaftliche Versuche                                                |
| ------------------------------------------------------------------------- |
| - Versuchsanordnungen vom Hertzschen Oszillator - und Reis’schen Telephon |

##### Heinrich Hertz
Der Physiker und Mathematiker, Professor Heinrich Hertz überprüfte 1886 bis 1888 Maxwells wissenschaftliche Darlegungen durch Experimente. Er entwickelte dafür einen Oszillator, einen Apparat zur Erzeugung von Schwingungen, womit Hertz die Richtigkeit von Maxwells Wellentheorie und die Existenz elektromagnetischer Wellen, nachweisen konnte. 1888 gelang Hertz mit seinem Oszillator und einem Funkeninduktor die erste Übertragung über eine Distanz von zehn Metern zu einem empfangenden Dipol, der als Resonator fungierte (siehe Bild oben). Für seine Oszillator-Versuche benutzte er abwechselnd mehrere bereits vorhandene Apparaturen, beispielsweise Induktoren (Faraday bzw. Ruhmkorff), Leidener Flaschen und Spulen (Reiss bzw. Knochenhauer).
Mit seinem Werk, einschließlich der Bestätigung der Arbeiten seiner wissenschaftlichen Kollegen von Ørsted bis Maxwell, ist Heinrich Hertz Wegbereiter der drahtlosen Übertragungen für die drahtlose Telegraphie und das Radio. Die Maßeinheit, die die Frequenz beispielsweise auf der Skala von Funkgeräten und Radios darstellt, trägt seinen Namen – Hertz (Hz).

#### Pionierleistungen
Die erste im 19. Jahrhundert bekannte Möglichkeit der drahtlosen Übertragung war die der Induktion in Form der Nahfeldkopplung. Damit sind aber nur kurze Strecken je nach Stromstärke und Ausstattung zu überbrücken. Dieses Prinzip findet unter anderem bei Transformatoren Anwendung, erlaubt jedoch keine akzeptable Funkreichweite zur Aussendung von Informationssignalen.
Die Pioniere der drahtlosen Übertragung für die Nachrichtentechnik waren nicht nur Wissenschaftler, sondern zunehmend Ingenieure und auch interessierte Laien. Diese Phase war geprägt von Teilerfolgen, empirischen Vorgehen mittels Versuchsausbauten und Irrtümern, Parallelentwicklungen und Fehlversuchen. Auffällig war außerdem, dass letztlich niemand es allein schaffte, weder für die Telegraphie- noch für Rundfunktechnik erfolgreich zu sein. Guglielmo Marconi, welcher Beiträge für die praktische Umsetzung der Funktelegrafie lieferte, äußerte sich dementsprechend:
| My chief trouble was that the idea was so elementary, so simple in logic that it seemed difficult to believe no one else had thought of putting it in practice |

##### Von Hughes bis Tesla
David Edward Hughes entwickelte das Reiss´sche Telephon weiter. Er ergänzte die Sprecheinheit des Apparates mit Stäbchen aus Graphit. 1878 begann er dann Experimente mit einem auf Induktion basierenden eigenen Sprech-Apparat, den er mit diesem Kohlemikrofon bestückte. Als Ergebnis präsentierte er im Februar 1880 der Royal Society ein Gerät, das vorher gesprochene Worte wiedergab. Damit fand durch Hughes erstmals eine Übertragung von Sprachsignalen, die jedoch noch nicht als Sprache, sondern eher als Lärm identifiziert werden konnten, statt.
Es folgten in den nächsten Jahren weitere Erfinder mit ähnlichen Apparaten, wie der US-Amerikaner Nathan Stubblefield und der Brasilianer Roberto Landell de Moura. Jedoch gelang auch ihnen noch nicht der Durchbruch.
Vier Monate nach der Präsentation Hughes gelang am 3. Juni 1880 Alexander Graham Bell und Charles Sumner Tainter eine Vorführung einer in puncto Qualität und Reichweite der Induktion erheblich überlegeneren Technik. Diese wesentlich effektivere Möglichkeit der drahtlosen Übertragung funktionierte mittels gebündelter Lichtstrahlen. Bell und Tainter konstruierten quasi ein ‚Lichttelephon‘ und erfanden dazu das Photophon. Obwohl das die weltweit erste erfolgreiche drahtlose Übertragung von verständlicher Sprache überhaupt war, setzte sich diese Technik nicht durch und erlangte so, weder für die Entwicklung des Telefons, der Telegraphie oder des Radios, keinerlei künftige Bedeutung. Allerdings findet das Prinzip in anderer Form in der gegenwärtigen Nachrichtentechnik beispielsweise als Optokoppler und im optischen Richtfunk durchaus Anwendung.

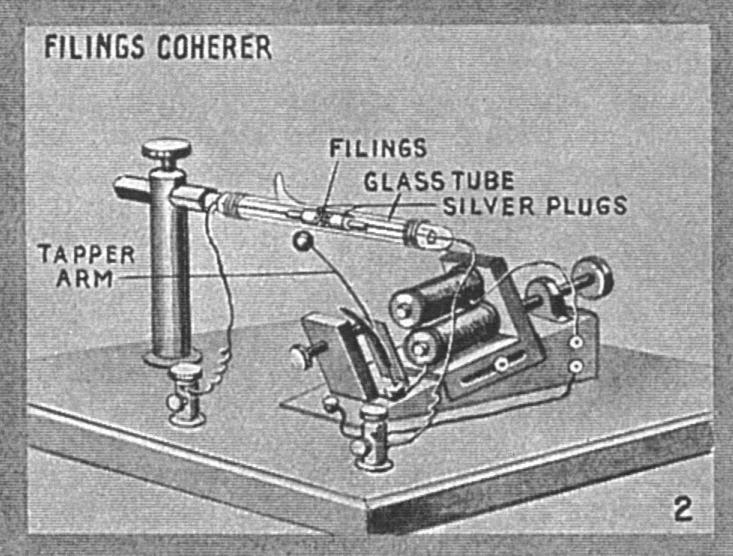
Zeichnung der Versuchsanordnung von Branly mit seinem Kohärer

1886 erfand der italienische Physiker Temistocle Calzecchi-Onesti als erster ein damals wichtiges Bauteil für den Empfang von Radiowellen – den Kohärer, der auch als Fritter bezeichnet wurde. Das Bauteil bestand aus Elektroden und einem Glasrohr gefüllt mit Metallfeilspänen. Die frühe Erfindung des Italieners wurde jedoch kaum beachtet und hatte wie beispielsweise das Telephon von Reiss, keinen direkten Einfluss auf die Entwicklung.
1890 entwickelte unabhängig von Calzecchi-Onesti auch der französische Physiker Édouard Branly einen Kohärer, ebenso D. E. Hughes, der das Bauteil für den von ihm konstruierten Empfänger verwendete. In seinem Antwortbrief, den das von 1861 bis 1952 erschienene, renommierte britische Technikmagazin The Electrician 1899 veröffentlichte, beschreibt D. E. Hughes die von ihm durchgeführten Experimente zwischen 1879 und 1896. Demzufolge arbeitete er bei den Tests nun nicht mehr mit der Induktionsübertragung, sondern mit einem nach dem Vorbild des Oszillators von Heinrich Hertz, des Hertzschen Oszillators, weiterentwickelten sogenannten Knallfunkensender (englisch spark-gap transmitter). Sender und Empfänger der zu übertragenden Morsesignale befanden sich innerhalb Hughes’ Wohnung in der Londoner Great Portland Street in getrennten Räumen. Die Versuchsanordnung von D. E. Hughes bewältigte 1892 eine Distanz von 15 m, die er im Freien auf 500 m weiter steigern konnte. Informationen über die Qualität der übertragenen Signale werden in der Literatur nicht beschrieben.
Nikola Tesla, ein serbischstämmiger Erfinder, der seine wesentliche Arbeiten in den Vereinigten Staaten machte, begann sich 1891 mit dem Thema der drahtlosen Energieübertragung zu beschäftigen. 1893 präsentierte er Apparate, wo er mittels hochfrequenter Energieübertragung in einem Raum frei bewegbare Geißlerröhren zum Leuchten bringen konnte, aber Sprachsignale zu senden vermochte auch er nicht. Sein Beitrag für die Entwicklung des Radios ist, durch seine Versuche zuverlässiger herstellbare, stabilere Frequenzen zu ermöglichen.

##### Oliver Lodge
Der britische Physiker Oliver Lodge präsentierte der Royal Society 1894 einen Sende- und einen Empfangs-Apparat. Für seinen Empfänger ersetzte Lodge, wie zuvor schon auch D. E. Hughes, den empfängerseitig von Hertz genutzten Dipol (den Resonator in der 1888 von Hertz aufgebauten Versuchsanordnung) durch einen Kohärer. Er nutzte Édouard Branlys Kohärer von 1890 und entwickelte ihn weiter. Der Fabrikant von Telegrafenbauteilen Alexander Muirhead war an O. Lodges Arbeiten beteiligt.
Die Übertragung mit dieser Technik erlaubte die Übertragung über die Distanz von Gebäude zu Gebäude wie zwischen der Royal Society und einem benachbarten Hörsaal. Lodges Kombination vom Sender und Empfänger stellte zudem die Basiskonstruktion bzw. ein Musterprodukt dar, womit künftig jeder experimentieren konnte. Die Entwicklungen von Guglielmo Marconi, Adolf Slaby, Alexander Stepanowitsch Popow, Ferdinand Braun und anderen waren Variationen basierend auf O. Lodges Apparaturen.

##### Von Bose bis Baviera
Im gleichen Jahr 1894 führte der indische Physiker Jagadish Chandra Bose das Ertönen einer Glocke bzw. Klingel, funkferngesteuert eingeschaltet durch eine Funkübertragung über etwa 1,6 Kilometer, vor. Der russische Physiker Alexander Stepanowitsch Popow überbrückte mit seinen Apparaturen in der Staatlichen Universität Sankt Petersburg am 7. Mai 1895 190 m und veröffentlichte im Dezember 1895 seine Gerätebeschreibung in einer russischen Fachzeitschrift, ohne ein Patent zu beantragen. Am 24. März 1896 übermittelte seine Versuchsanordnung die 13 Buchstaben HEINRICH HERTZ an eine 250 Meter entfernte Empfangsstation. In Frankreich arbeitete er mit dem französischen Erfinder Eugène Ducretet, der auch Sendeversuche unternahm, sowie mit Édouard Branly, dessen Kohärer er für seinen Empfänger verwendete, zusammen. Alexander Stepanowitsch Popow leitete auch Experimente auf Schiffen der russischen Flotte und kam 1900 auf die Entfernung von 112 Kilometern. Für die Pionierleistungen empfing Popow Ehrungen auf dem Internationalen Elektrizitätskongress 1900 in Paris.
1895 präsentiere Guglielmo Marconi sein erstes drahtloses Übertragungsgerät, mit einer um 1 Kilometer weiteren Entfernung als Boses ferngesteuerte Glocke. Im Sommer 1895 wurde bei weiteren Versuchen in den Schweizer Alpen im Walliser Ort Salvan entdeckt, dass Radiowellen, entgegen der bisherigen Lehrmeinung, sich nicht nur gradlinig ausbreiten. Dieser Knallfunkensender funktionierte nach folgendem Prinzip:
- Der erste Kondensator wurde auf eine hohe Spannung bis zur Zündung des Lichtbogens an der Funkenstrecke aufgeladen.
- Sprang der Funke über, dies verursacht einen lauten Knall, entstand mit dem Kondensator auf der anderen Seite eine Parallelschaltung und es entstand der hochfrequent und gedämpfte oszillierende Sendestrom, der über die Antenne abgegeben wurde.
- Um den Vorgang zu wiederholen um erneut zu senden, musste der Kondensator entladen werden. Es konnten damit nur eine Folge von gedämpften Schwingungspakten abgeben werden.
- Der Prozess Aufladen-Senden-Entladen war nicht sehr effektiv, denn ein akzeptabler Wirkungsgrad konnte nur durch hohe Spannungen von einigen Kilovolt erzeugt werden.

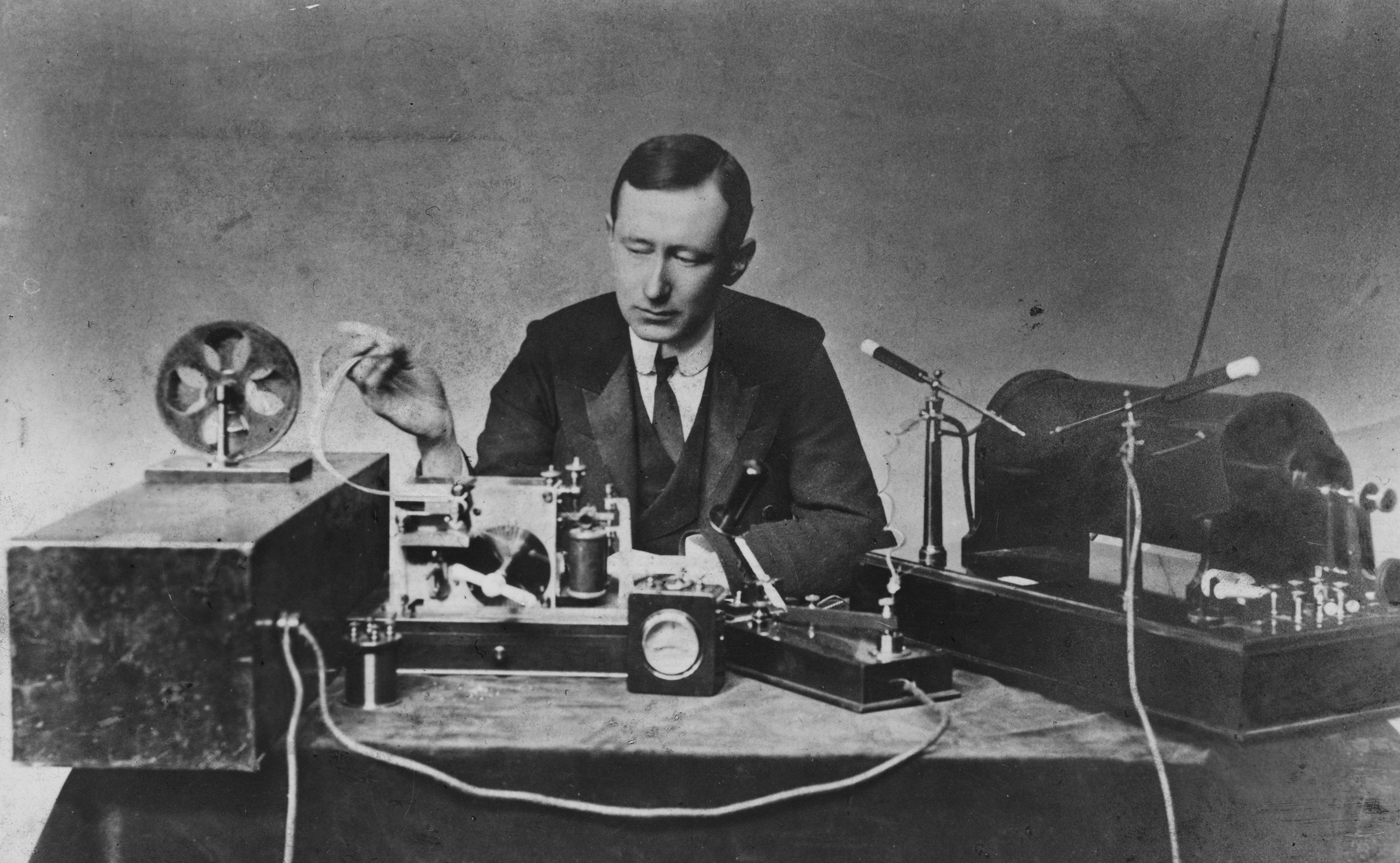
Marconi mit einem Sende- und Empfangsgerät, um 1901

Die Beteiligung Marconis an den Versuchen in der Schweiz ist umstritten.
Aus den Äußerungen von Marconis Tochter Degna geht nicht hervor, wessen Kohärer ihr Vater speziell für seine Empfangsversuche verwendete, Zitat: “a tube of glass with pulverized metal based on much that was already published by Hughes, Calzecchi-Omesti, Branly and Lodge”. Das bestätigt, das Marconi sie alle kannte. In seiner Denkschrift (Lecture) Wireless telegraphic communication zur Verleihung des Nobelpreises an ihn schrieb er 1909, dass er anfänglich den Kohärer von E. Branly zwar verwendete, dieser sich für ihn als nicht brauchbar herausstellte. Welchen er stattdessen benutzte, ist nicht veröffentlicht. Er beschreibt in der Nobel-Lecture: Seine Versuchsapparatur des Senders basiert auf eine Weiterentwicklung des Hertz’schen Oszillators durch den italienischen Physiker Augusto Righi und dass der Kohärer aufgrund seines selbst durchgeführten Materialwechsels von Nickel/Silber zu zwei Silberkontakten verbessert sei. Im Jahre 1897 schaffte G. Marconi mit seiner ausgewählten Technik eine drahtlose Übertragung über die Distanz von fünf Kilometern. 1899 gelang ihm die Überbrückung des Ärmelkanals und 1901 des gesamten Atlantiks, bei der er den Morsecode eines Buchstabens, des S, übertrug.
Der aus Madrid stammende Offizier Julio Cervera Baviera (* 1854; † um 1929) unternahm nach Beendigung seiner Assistenz bei Marconi eigene Versuche und meldete 1899 in Spanien Patente zu drahtloser Übertragungstechnik an. 1902 überbrückte er eine beachtliche Entfernung bei einer Übertragung zwischen Alicante und Ibiza.

#### Ton-Sendeversuche
Die bis dahin vorhandenen Knallfunkensender konnten aufgrund ihres Funktionsprinzips grundsätzlich Signale nur in gedämpfter Form übertragen. Auch die Weiterentwicklung vom Knall- zu einem Löschfunkensender änderte nichts daran. Damit konnte diese Sendetechnik noch nicht zur Grundlage erfolgreicher Ton-Sendeversuche werden.

##### Duddell, Poulsen, Pedersen und Nußbaumer
Erste erfolgversprechende Experimente mit Lichtbögen unternahm der britische Physiker, William Du Bois Duddell. Im Dezember 1900 stellte er seine Singing Arc Lamp vor. Der Physiker und Ingenieur Valdemar Poulsen aus Dänemark, damals bereits durch sein erfundenes Telegraphon bekannt, entwickelte 1902 aus Duddels Lamp einen Lichtbogensender. Im Unterschied zum Knallfunkensender wurden zwei unterschiedliche Elektroden eingesetzt. Eine luft- oder wassergekühlte starre, positive geladene und aus Kupfer bestehende Elektrode, sowie eine negative geladene Elektrode aus Kohlenstoff, die sich um die erste dreht. Bei hinreichend hoher Gleichspannung, welche über Drosselspulen zu den Elektroden geführt wird, entsteht dort ein Lichtbogen. Parallel zu den Polen des Bogens ist wie bereits bei der Funkenstrecke von Sendern gedämpfter Wellen, eine Induktionsspule geschaltet, die dann die erzeugte Sendeenergie über die Antenne abführt.
V. Poulsen und sein Mitstreiter Peder Oluf Pedersen, ebenfalls ein Physiker, verbesserten gemeinsam bis 1904 den Kohärer als Empfangsbauteil zum sogenannten Tikker (dt. sinngemäß: Klopfer) einer Art Unterbrecher, laut Literatur auch Schleifer genannt, wodurch die mittels Lichtbogensender gesendeten gesprochenen Worte als Summton wahrgenommen wurden. Somit fand nachweislich mit diesem Verfahren, das noch in puncto Übertragungsqualität verfeinert wurde, der Empfang nun von drahtlos übertragenen Tonsignalen statt. Der Lichtbogensender ermöglichte das Aussenden ungedämpfter Signale. Dieses nun erstmals mögliche, gleichmäßige Senden ermöglichte nicht nur die Tonübertragung, sondern revolutionierte auch die übrige drahtlose Nachrichtentechnik, da Telegraphie- bzw. Morsesignale wesentlich deutlicher und störungsfreier übertragen werden konnten. Ein weiterer Europäer, Otto Nußbaumer, experimentierte ebenfalls mit der Lichtbogentechnik und baute einen eigenen Sender und Empfänger, mit dem er Sprache und Musik übertragen konnte.
Das US-amerikanische National Bureau of Standards konstatierte die durch V. Poulsens Technik erreichte sprunghafte Erhöhung von Effektivität folgendermaßen: the arc is the most widely used transmitting apparatus for high-power, long-distance work. It is estimated that the arc is now responsible for 80 per cent of all the energy actually radiated into space for radio purposes during a given time, leaving amateur stations out of consideration. Das in den USA bekannte Technik-Magazin Popular Mechanics titelte 1907: Poulson wireless progressing „dass Valdemar Poulsen nach seiner bisher längsten erreichten Übertragungsweite von Tönen über 760 Meilen (entspricht ungefähr der Entfernung zwischen Kopenhagen und den im Atlantik liegenden Färöer-Inseln) – in Kürze ein Pedant zu seinem Sender Lungby in Dänemark in den USA errichteten wird, um nun die Übertragung von Tonsignalen über den gesamten Atlantik zu ermöglichen“ (Popular Mechanics: Juni 1907).
Die industrielle Fertigung der Sender von V. Poulsen unter seiner Lizenz, übernahmen vor allem für Europa hauptsächlich die Firmen C. Lorenz und Telefunken. Sie sorgten damit für eine hohe Verbreitung der Technik besonders in Deutschland, Polen und Österreich.

##### Fessenden, Steinmetz und Alexanderson
Reginald Fessenden und Charles P. Steinmetz sowie Ernst Fredrik Werner Alexanderson begingen einen anderen Weg um ungedämpfte Wellen zu erzeugen und konstruierten Maschinensender, die ursprünglich als Alternatoren bezeichnet wurden und mittels eines Motors, der einen Generator antrieb, Funkwellen erzeugten. Die erste Firma, die diese Alternatoren für die Maschinensender herstellte, war General Electric aus den USA. Der letzte noch funktionierende Längstwellensender Grimeton (Rufzeichen SAQ) dieser Art steht als Museumssender im südwestschwedischen Grimeton.
Mit der Weiterentwicklung von Elektronenröhren wurde es möglich, auch leistungsfähige Senderöhren herzustellen. Beide Übertragungstechniken der Anfangsjahre, Lichtbogen- und Maschinensender wurden dadurch allmählich von Stationen mit Röhrentechnik, den Röhrensendern ersetzt. Erst die Sender mit Röhrentechnik ermöglichten die Übertragung von Sprache in einer hohen Qualität.

### Die Empfangstechnik

#### Wissenschaftliche Grundlagen

##### Ferdinand Braun
Die Empfängertechnik bei den Versuchen zur drahtlosen Telegraphie von Branly, Popow, Marconi und einiger anderer funktionierten zwar bereits nach dem gleichen Prinzip des einfachsten Empfängers, des Geradeausempfängers in der Variante eines Einkreisers. Aber im Schwingkreis fehlte ein Halbleiterdetektor zur Gleichrichtung – wie in den ersten Radiogeräten, sondern als Induktor-Empfangsbauteil war noch ein Kohärer bzw. Fritter vorhanden. Und dieser hatte eine zu geringe Empfindlichkeit, um Sprache oder gar Musik empfangen und wiedergeben zu können.
Der deutsche Physiker Ferdinand Braun beobachtete eine Anomalie von elektrischer Leitfähigkeit bei nichtmetallischen Werkstoffen wie Bleisulfid entgegen dem Ohmschen Gesetz. Er entdeckte und beschrieb mit seiner Veröffentlichung 1874 Ueber die Stromleitung durch Schwefelmetalle, erstmals den Gleichrichtereffekt von Halbleitern. Vermutlich weil Braun später mit Marconi an Experimenten zur drahtlosen Telegraphie zusammenarbeitete und beide an Sendern experimentierten, die nicht zur Übermittlung von Tonsignalen vorgesehen waren, flossen Ferdinand Brauns beachtliche Ergebnisse seiner frühen Halbleiterforschung in diese Experimente nicht ein. Ob Braun die Chance, wenn Halbleiterkristalle bereits in ihre Empfänger eingesetzt worden wären, nicht erkannte oder ob ihn etwas anderes daran hinderte, zuverlässige und empfindlichere Kristalle anstatt des Kohärers zu verwenden, ist nicht bekannt. So hatten weder Braun noch Marconi direkten Einfluss auf die Entwicklung der empfängerseitigen Rundfunktechnik.

#### Halbleiterdetektoren

##### Greenleaf Whittier Pickard
Die Experimente des US-amerikanischen Ingenieurs Greenleaf Whittier Pickard ab 1902 ermöglichten einen Ersatz des Kohärers. Pickard experimentierte neben dem Galenit auch mit Pyrit, insgesamt fand er über 250 Werkstoffe mit Halbleitereigenschaften. 1906 meldete er sein erstes Patent an, das U.S.-Patent 836531 mit dem Namen Means for receiving intelligence communicated mittels seines Siliziumdetectors, eines Glasröhrchens, in dem sich eine kleine Menge von Silizium sowie von den Polen des Materials jeweils ein hinführender verstellbarer und ein wegführender starrer Kontakt befand. Es folgten ungefähr sieben weitere, in denen er andere Werkstoffe bzw. deren Kombinationen verwendete. 1907 gelang es Pickard, einen noch effektiveren Halbleiter-Detektor herzustellen, der aus einer Kombination aus Zinkit und Calchopyrit, sogenanntem Kupfer-Eisensulfid oder Kupferstein, bestand. Dafür entwickelte er auch einen neuen Halter in einem Glasröhrchen mit wesentlich kleinerem Durchmesser als bisher. Der Detektor erhielt den Namen Perikon, auch Pericon (Perfect Pickard contact), und Pickard gründete zur Produktion eine eigene Firma, die Wireless Speciality Apparatus Company in Boston.
G. W. Pickard schuf mit seinen umfassenden Versuchen zum Baustein des Detektors die Grundlagen für den ersten Typ eines fähigen und stabil funktionierenden Radioempfänges: Der Detektorapparat, der auch Kristallempfänger genannt wurde.
Parallel zu Pickard forschte auch Jagadish Chandra Bose auf diesem Gebiet und patentierte 1904 einen Galenit-Detektor. Einen weiteren Detektor-Baustein entwickelte 1907 Henry Harrison Chase Dunwoody. Zu erwähnten ist, dass Ferdinand Braun später auch einen Detektor entwickelte und das Patent für diesen Baustein anmeldete, dies aber nur in Deutschland (Patent DE 178871) tun konnte.
Zu beachten ist, dass Anfang des 20. Jahrhunderts der Begriff Detektor sich ursprünglich lediglich auf den Baustein (z. B. cat's whisker detector) an sich bezog. In der Folge wurden diejenigen Empfänger, die mit einem Detektorbaustein ausgestattet waren und damit nach dem Detektorprinzip arbeiteten, im gesamten als Detektor, Detektorempfänger bzw. -apparat bezeichnet.

#### Geradeausempfänger

##### Der Detektorempfänger

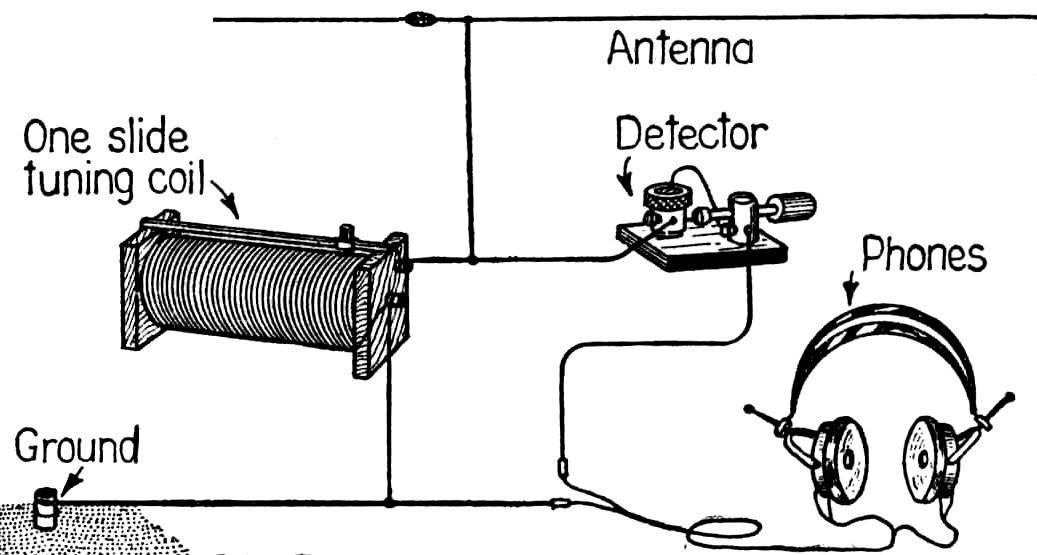
Die einfachste Form einer Schaltung des Detektorprinzip. Das größte der 5 Elemente in der Abb. ist die Schwingkreis-Spule mit einem Gleiter (slide) zur Sendereinstellung

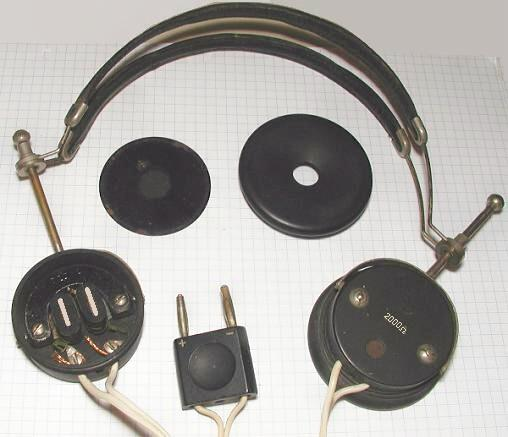
Hochohmiger Kopfhörer für den Rundfunkempfang, eine Kapsel ist geöffnet und zeigt die Magnetspule.

Der Detektorempfänger gehört zur Gruppe der Geradeausempfänger. Die Entwicklung aus dem von J. P. Reis erfundenen Telephon durch D. E. Hughes zum Bauteil des Kohlemikrophones – gestattete durch dessen Bauweise, je nachdem, wo es angeschlossen war, entweder das Hineinsprechen oder das Hören. Angeschlossen an einen Detektorempfänger war damit ein Hören möglich. Die Anschlussbuchsen für den Hörer bei den ersten Radioempfängern waren dementsprechend auch noch mit Telephon beschriftet. Erst später folgten Bezeichnungen wie Kopf- oder Ohrhörer. Die Hörer wurden mit dem Einsatz von Magnetspulen weiterentwickelt und lösten die Eingangs erwähnten auf Basis eines Kohlemikrophones, bald ab.
Mit letzterem und dem oben beschriebenen Halbleiter-Detektor existierten nun alle Bauteile, die ein Empfangsapparat benötigte. Diese fünf Teile mussten vom Stromfluss her gesehen, lediglich in einem Kreis zusammengeschlossen werden (siehe Bild links):
|  | 1. | eine Antenne,                                                                                          |
|  | 2. | eine Empfangsspule (tuning coil),                                                                      |
|  | 3. | einen Gleichrichter aus Silizium, Galenit, Pyrit oder anderen Werkstoffen (detector),                  |
|  | 4. | einem Erdanschluss der Masse (ground) und letztlich                                                    |
|  | 5. | einen oder mehrere (Kopf-)Hörer (phones), je nachdem wie viele Personen mit dem Apparat hören wollten. |

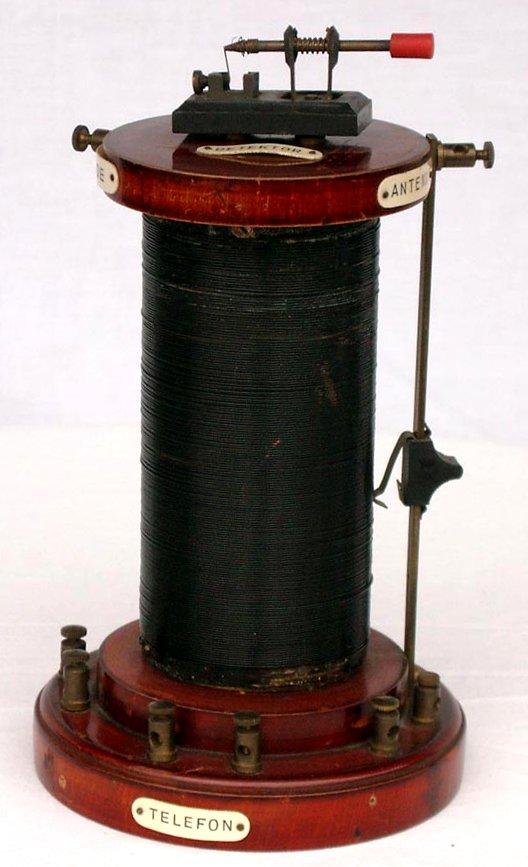
Kristalldetektor, angebracht auf einer senkrechten Schiebspule, deren Gleiter (slide) zur Senderabstimmung dient, 1925 Fa. Jahnke Mechanische Werkstatt, Berlin N31

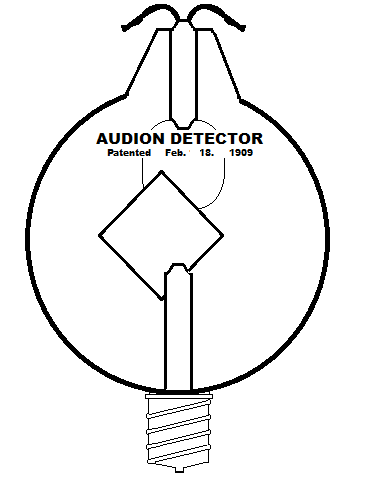
Zeichnung einer Audion-Röhre die 1909 patentiert wurde, mit der Kugelform und der damals zeitgenössischen Fassung (E12), an die technische Verwandtschaft zur Glühlampe erinnernd.

Später kamen als Weiterentwicklung der Empfänger noch ein bis zwei Kondensatoren und ein Widerstand hinzu. Ein besonderer Vorteil dieses Apparates war, dass er keinen Strom benötigte und seine notwendige Energie durch sein Wirkungsprinzip selbst aus der ausgesendeten Energie des Radiosenders gewann. Allerdings war anfänglich nur ein sogenannter Nah- bzw. Ortempfang möglich. Der Fernempfang war und ist für Funkamateure und Radiobastler ein lohnendes Ziel.
Bis in die Gegenwart werden DX-Wettkämpfe mit Kristallempfängern ausgetragen, in denen sie ihre Geschicklichkeit bei der Anfertigung und Auswahl ihrer Geräte und Bauteile messen. Ebenfalls gibt es weltweit heute noch, industriell gefertigte kleine Bausätze, mit denen dieser einfache Empfänger aufgebaut werden kann. Der bekannteste Baukasten in Deutschland war fast 50 Jahre lang der „Radiomann“ der Franckhschen Verlagsbuchhandlung (später Kosmos) in Stuttgart.

##### Der Audion-Empfänger
Einen leistungsstärkeren Geradeausempfänger entwickelte der aus dem Mittleren Westen der USA stammende Lee De Forest. 1907 patentierte er das Audion (Kunstwort lat. audio=hören + n), wie er seine Erfindung nannte. Das wichtigste neue Bauteil gegenüber dem Detektor war eine Triode. Lee De Forest hatte sie entwickelt, nachdem John Ambrose Fleming die erste Elektronenröhre, eine Röhrendiode, erfand. Robert von Lieben schuf in Europa parallel zu Lee De Forest eine ähnliche Röhre, die ebenfalls zur Verstärkung eingesetzt werden konnte, die sogenannte Liebenröhre.
Das erste Audion, das eine hohe Verbreitung im deutschsprachigen Raum erzielte, war der ab 1926 in Serie produzierte Ortsempfänger OE 333 der Firma Loewe Radio GmbH. Siegmund Loewe entwickelte zusammen mit Manfred von Ardenne zu diesem Einkreis-Audion 2 Elektronenröhren, die ähnlich wie heutige integrierte Schaltkreise beide zwei kombinierte Bauelemente darstellten, in die jeweils neben den Bauteilen für die eigentlichen Röhrenfunktionen von Trioden bereits die für eine Empfangs- bzw. eine Verstärkerschaltung entsprechend benötigten Widerstände und Kondensatoren integriert wurden. Um auch außerhalb von Städten mit Sendestationen Hörfunksender empfangen zu können, fertigte die Firma Loewe noch ein weiteres Modell, einen Fernempfänger.
Eine weitere erhebliche Verbesserung der Geradeausempfänger waren die Mehrkreiser. Das hieß das zum ersten Schwingkreis aus Empfangsspule und Kondensator weitere als signalverstärkende, selektierende oder filternde Eingangskreise voran- oder zur Verstärkung des hörbaren Signales nachgestellt wurden. Im Falle nur eines zusätzlichen Kreises war das ein Zweikreiser, bei weiteren – ein Mehrkreisempfänger bzw. je nach der Gesamtzahl der Kreise Drei-, Vier-, Fünfkreiser usw.
Dieses Verfahren zusätzlicher Kreise konnte sowohl beim Detektor wie auch beim Audion vor allem zur Verbesserung der Selektivität, der Lautstärke oder/und Empfangsqualität verwendet werden. Besser werdende Elektronenröhren und später auch Transistoren ermöglichten eine höhere Anzahl von Kreisen. Beim Detektor waren allerdings mehr als drei Kreise unüblich.
Obwohl die Überlagerungsempfänger zum Ende der 1930er Jahre begannen, das Audion abzulösen, wurden daneben weiterhin noch bis in die 1970er Jahre Radios mit Audionschaltungen industriell hergestellt. Bei Radio- und Funkamateuren sind Audion-Empfängerschaltungen als Selbstbau (englisch homebrew) oder in Form von Bausätzen bis in die Gegenwart beliebt. Speziell ein Rückkopplungs-Audion ermöglicht neben hoher Trennschärfe auch den Empfang von SSB-Sendern, für die ein Überlagerungsempfänger eine zusätzliche Empfangseinrichtung benötigt.

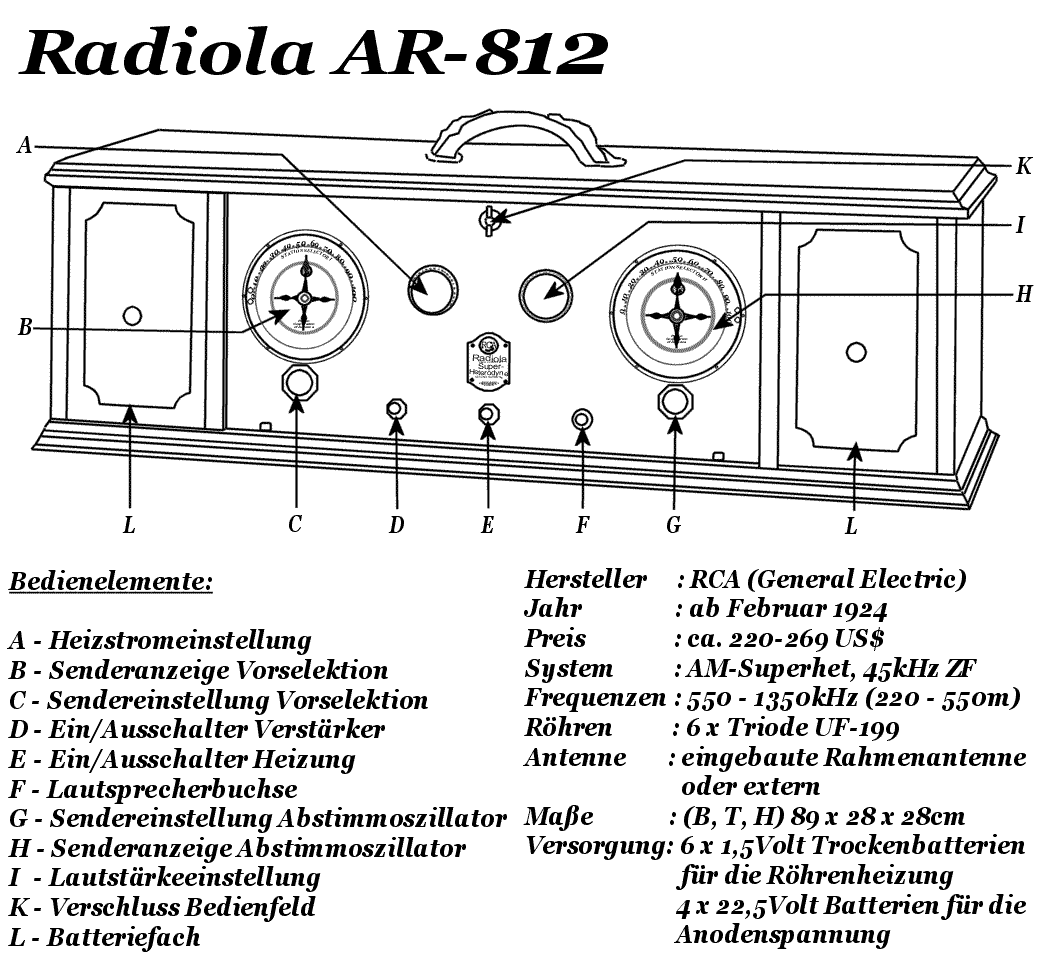
Zeichnung des Radiola-Superhets AR-812, 1924 von der Fa. RCA Victor Co. Inc., New York

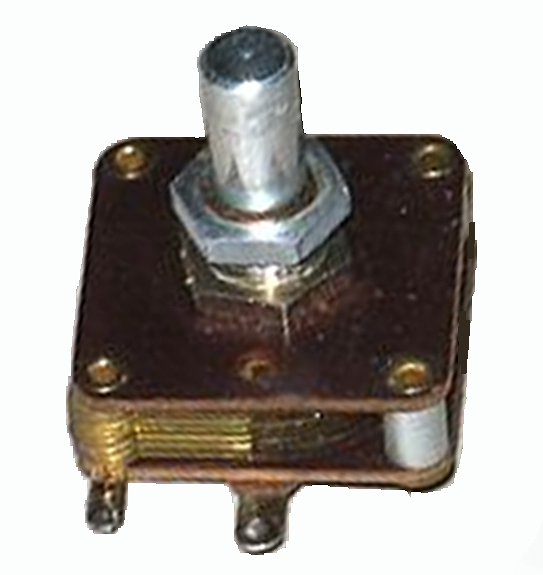
Foliendrehkondensator zur Sendereinstellung in der Form eines Quetschters

#### Übergang zum Superhet-Empfänger
Bereits etwa ab dem Jahr 1918 begann die Entwicklung noch einer weiteren Empfängergruppe, der Superhet- bzw. Überlagerungsempfänger. Vom anfänglichen langen Kunstwort Superheterodyne (lat. super = über; altgriech. hetero = verschieden und dynamis = Kraft) blieb bis zur Gegenwart das Wort Super bzw. Radio-Super als Bezeichnung für diese Gruppe übrig.
Wegen der wesentlich einfacheren Bauweise der Geradeausempfänger konnte sich jedoch der Super lange Zeit nicht durchsetzen und so waren die Geradeausempfänger Detektor und Audion in den ersten zwei Jahrzehnten des Radiozeitalters, vorerst die Favoriten bei der Hörerschaft. Kurz nach dem Zweiten Weltkrieg kam es in Europa mutmaßlich wegen der nicht vorhandenen Rohstoffe und Geldmangels zu einer steigenden erneuten Beliebtheit von Audion und auch nochmals vom Detektor. Abzulesen anhand einer Konjunktur von Veröffentlichungen vieler Selbstbauanleitungen dieser beiden Typen in Zeitschriften und anderen Publikationen für Technik, in deutschsprachigen Ländern beispielsweise Radio RIM aus München. Genaue Verkaufszahlen können dies allerdings nicht belegen, da Angaben über den Schwarzmarkt, einem Vertriebsweg in dieser Zeit u. a. von Technik sowie dem Eigenbau nicht vorhanden sind.
Der aufkommende UKW-Rundfunk beendete jedoch allmählich die industrielle Weiterentwicklung von Geradeausempfängern endgültig, da dieser Wellenbereich mit Ausnahme eines Superregenerativempfängers, des sogenannten Pendelaudion bzw. Pendelempfängers, nur von einem Superhet(erodyne)-Apparat empfangen werden konnte.

#### Lautsprecherbetrieb
Erste verstärkerlose Lautsprecher hatten wie schon bei Grammophonen die Formen von einem Trichter bzw. Horn.
Werner von Siemens entwarf ein Bauteil mit einem hufeisenförmigen Magneten – zur Wiedergabe von Tönen. Er reichte dafür sogar 1877 in Deutschland eine Patentanmeldung ein, jedoch war diese frühe Erfindung noch nicht umsetzbar. So fand eine „erneute“ Erfindung der ersten Lautsprechers auf Basis von Siemens’ Entwicklungen statt. Zur Verwendung eines solchen magnetischen Lautsprechers an einem Radioempfänger wie Detektor oder Audion, musste im Gegensatz zum einfachen Hörer oder Trichter, in der Regel eine Stufe mit einem Verstärker für das Audiosignal dazwischen geschaltet werden. Mit der Anwendung der Verstärkerstufe wurden die schallverstärkenden Trichter nicht mehr benötigt.

#### Das Design
Die Formenpalette der frühen Geräte reichte von der einfachsten Brettschaltung über die Kasten-, Dosen- und Pultform bis hin zur Kathedrale, einer von den Kirchenfenstern angeregten Frontansicht und Gehäuseart.
Das Aussehen der Radioapparate wurde schon bei den ersten Geräten immer anspruchsvoller. Besonders ab dem Zeitpunkt, als die Wiedergabe auch über Lautsprecher technisch möglich wurde oder weitere neue Bauteile als zu gestaltende Elemente hinzukamen. Schmuckvolle Verzierungen, aufwendige Holzintarsien, Furnierklebearbeiten und Stoffblenden machten das Radio oft zu wahren Prunkobjekten. Auch in der Größe gab es keine Grenzen. Vom Tischgerät bis zum Musikschrank war alles vertreten. Die Einführung des Drehkondensators war ein weiterer technischer Fortschritt, denn er ermöglichte durch den erheblich verringerten Platzbedarf für das Element zur Sendersuche auch eine weitere Veränderung sowie Vereinfachung des Gehäusebaus und der Anordnung von Bedienelementen eines Empfängers. Das Radio entwickelte sich so in mehreren Schritten vom anfänglich rein den technischen Notwendigkeiten angepassten Laborapparates mehr zu einem formschönen Möbelstück.

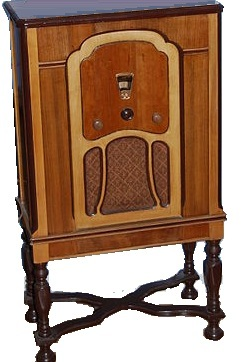
Zwei Formen der 1930er Jahre: Superhet Superette R9 der Fa. Radio Corporation of America als Standgerät und der R7 (rechts) als Tischgerät.
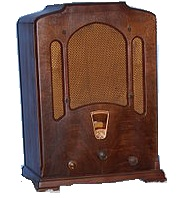
Superette R7
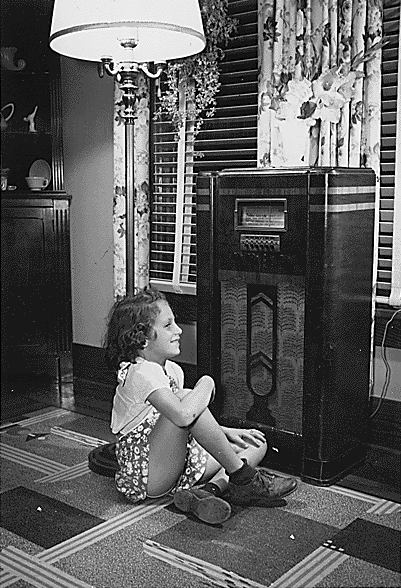
Mädchen an einem repräsentativen Radio in einer Kastenform.
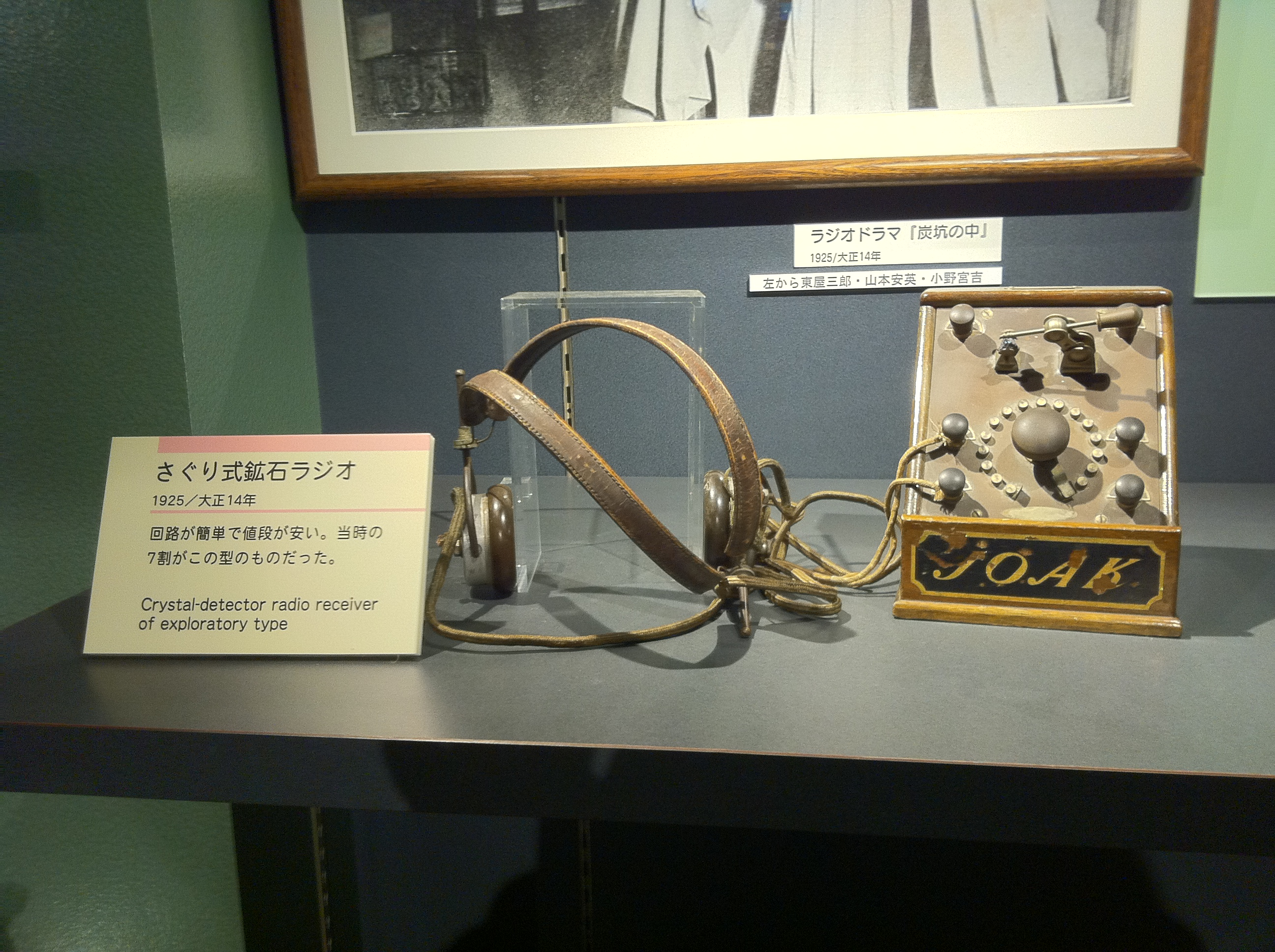
Kristalldetektor auf einem Pultformgegäuse von 1925 aus Japan, Aufdruck der Kennung JOAK, der ersten Tokyoter Station.
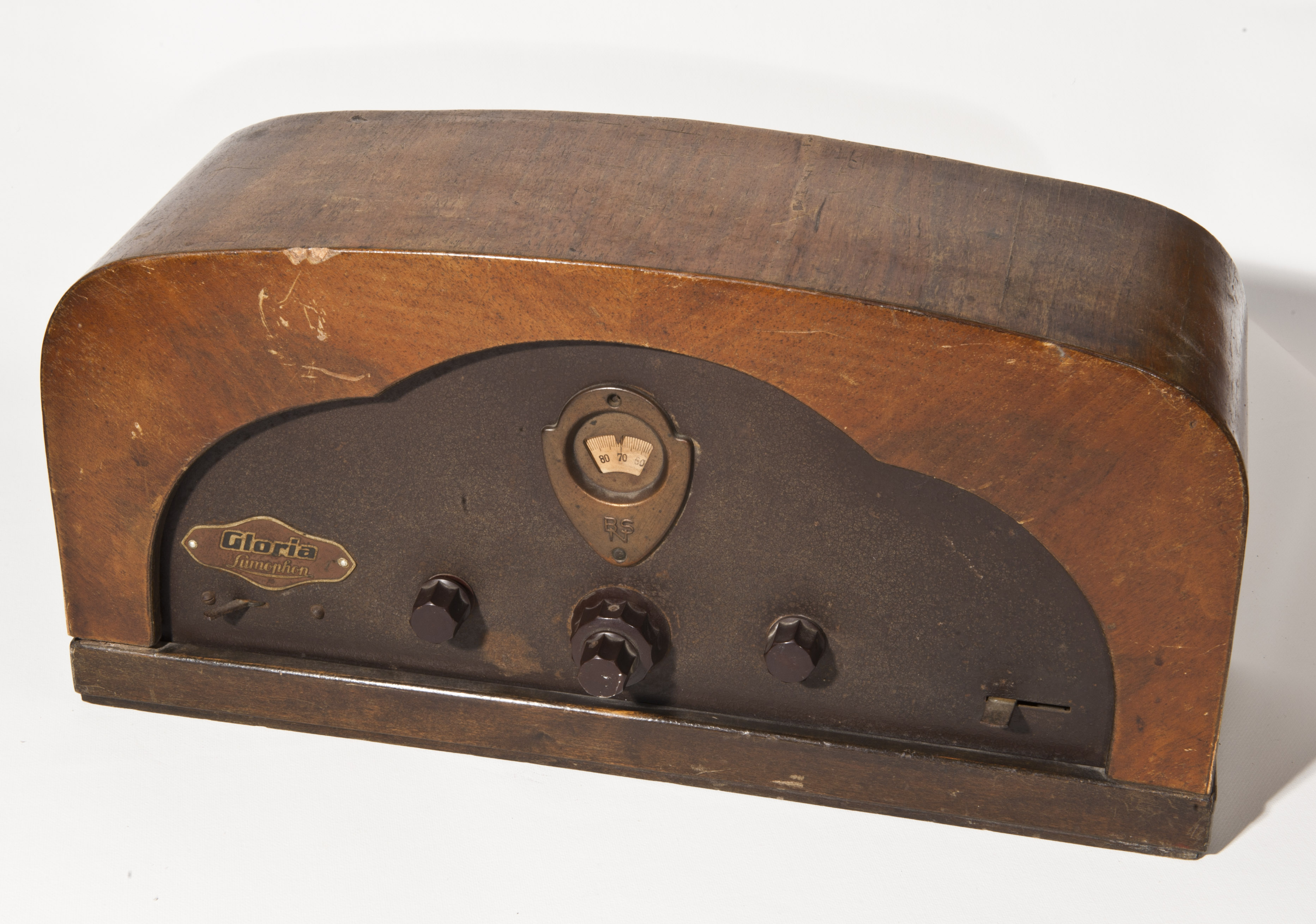
Formschöner Gloria SW3. Gefertigt 1929/30 von der Fa. Lumophon, Bruckner & Stark Nürnberg
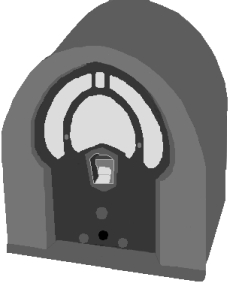
Zeichnung einer Kathedralenform, streng genommen eines Fensters einer Kathedrale.

## Der Beginn des Hörfunks

### Entwicklung der Vorläufer

#### Teatrophon
Das drahtgebundene Vorbild des Hörfunks war das von Clément Ader erfundene Theatrophon. Bereits 1890 übertrug die Société générale des téléphones per Telefonhörer Opernwerke aus Paris und erweiterte das Programm um Übertragungen von Theaterstücken, Nachrichten, Werken des neuen Genre der Hörspiele, Sprachlehrgängen bis hin zu Börsenberichten. Ebenso erfolgreich wurde diese Technik in Großbritannien (Electrophone) und Ungarn (Telefon Hírmondó) sowie in Schweden, Belgien, der Schweiz und Portugal eingesetzt. Hingegen fand das drahtgebunde Radio aus der Telefonleitung in Deutschland, Österreich und in Übersee weniger Resonanz. Doch durch den sich entwickelnden Hörfunk hatte dieses Medium in dieser Form nach 1920 kaum eine Überlebenschance, obwohl es sogar stereophon senden konnte.

#### Drahtfunk
Ein dem Teatrophon ähnliches Verfahren, der Drahtfunk fand während und nach dem Zweiten Weltkrieg Anwendung. Im Unterschied zum Teatrophon erzeugte der Drahtfunk in der Regel aber kein eigenes Programm, sondern war lediglich neben der drahtlosen Ausstrahlung einer bestehenden Hörfunkanstalt ein weiterer Übertragungsweg. Im Zweiten Weltkrieg diente Drahtfunk zur Luftschutzwarnung. Nach Kriegsende erfolgte beispielsweise in Berlin die Einrichtung des Vorläufers vom RIAS, dem Drahtfunk im Amerikanischen Sektor DIAS, dessen Hörfunkprogramm über das Telefonnetz übertragen wurde. Während in dieser Zeit neben Deutschland auch in Österreich je drei öffentlich-rechtliche Programme über Drahtfunk zu empfangen waren, wurde ihr Betrieb jedoch nach 20 Jahren eingestellt.

#### Telefonrundspruch
Um in noch vorhandenen empfangsschwachen oder völlig senderlosen Gebieten Hörfunksendungen anzubieten, fand vor allem nach dem Kriegsende 1945 auch in weiteren Ländern die Übertragung von Radioprogrammen von vorhandenen Hörfunksendern via Telefondraht statt. Häufig erfolgte die Aussendung von regulären meist ausgewählten Radioprogrammen gleichzeitig zu der Übertragung einer jeweiligen Hörfunkstation.
Das größte Netz zu diesem Zweck hatte die UdSSR. In der Schweiz, wo es bereits ab 1931 parallel zum drahtlosen Rundspruch den Telefonrundspruch (TRS) vor allem für schwer erreichbare innerhalb eines Sendegebietes liegende Gebirgstäler gab, fand ab 1940 eine Erweiterung um den Hochfrequenz-Telefonrundspruch (HFTR) statt. 1956 erfolgte sogar ein verstärkter Ausbau. Auch in Italien existierte ab 1959 parallel zur terrestrischen Ausstrahlung des RAI-Hörfunks via Drahtfunk, der Filodiffusione.
Diese Dienste per Telefonnetz verloren jedoch mit Beginn von ISDN-Übertragungen und der steigenden Verbreitung des Hörfunks auf UKW-Sendern an Bedeutung, wurden daher in Italien stark reduziert und in der Schweiz weitgehend 1998 abgeschaltet. Nur noch zur Übertragung von Debatten der Räte arbeitet im Schweizer Bundeshaus ein HFTR-System. In Italiens Großstädten sind von der ehemaligen landesweiten Versorgung noch sechs per Draht zu hörende RAI-Kanäle übrig geblieben.

### Drahtlose Ausstrahlungen

#### Zeitsender

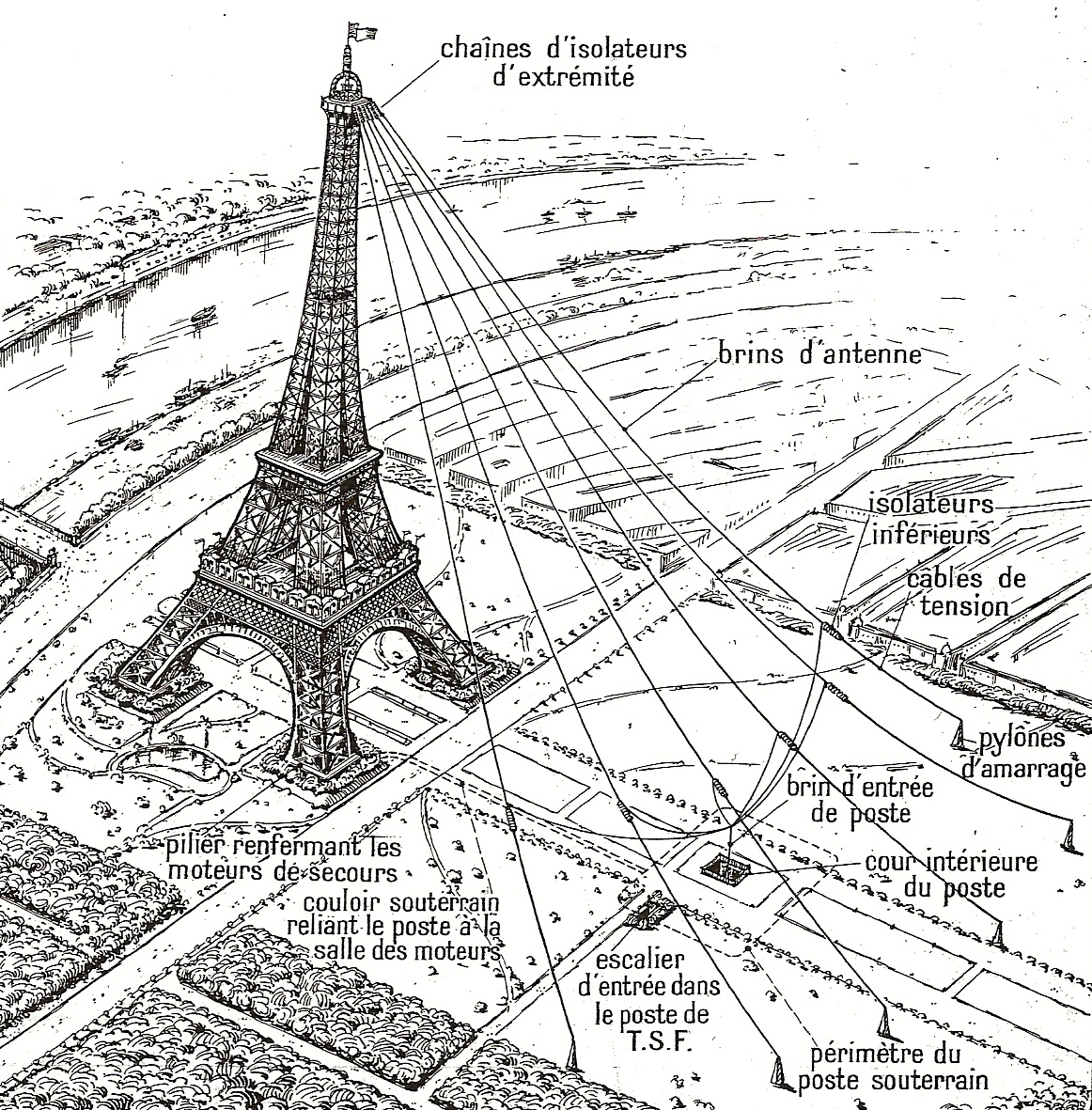
Die um 1914 am Eiffelturm angebrachte Sende-Antenne. Von der Turmspitze führten armdicke Hauptseile verbunden mit Querseilen zu einem kleinen Sendemast in der Mitte. Unter diesem befindet sich seitdem ein unterirdisches Sende-Studio, welches bis heute genutzt wird.

Die auf bzw. am Pariser Eiffelturm errichtete Sendeanlage begann 1910 die erste regelmäßige Ausstrahlung eines Zeitsignales im Umkreis von Tausenden Kilometern.
Um 1914, wie in nebenstehender bearbeiteter Fotografie dargestellt, wurde am Turm eine neue Sende-Antenne bestehend aus sechs armdicken Hauptseilen und zwei mal drei Querseilen je Seite, die mit einem kleinen Mast vor dem Eiffelturm verbunden waren, errichtet. Sie wurde als T.S.F.-Antenne (drahtlose Telegraphie französisch télégraphie sans fil) bezeichnet. Bedingt des – u. a. durch die große Höhe des Turmes ermöglichten – ständig konstanten nordanlantik- und europaweit empfangbaren Signalpegel, bestand so auch erstmals eine Stabilität in Empfangbarkeit in Frequenz, Signalstärke und -qualität.
Das hatte für die Entwicklung des Radios große Bedeutung, denn dadurch hatten nun Radiopioniere wie auch Radioamateure vor allem in Europa die Möglichkeit, Empfänger zu konstruieren, bestehende zu verbessern oder abzustimmen und den Betrieb auch öffentlichkeitswirksam vorzuführen. Ab 1917 wurden auch von dem im brandenburgischen Nauen westlich von Berlin erbauten Sender, ebenso wie die französische Station europaweit, Zeitzeichen ausgestrahlt (↑ siehe auch: Eiffelturm – Fernmeldetechnische Nutzung).

#### Erste Versuche mit Programmcharakter
Nach Valdemar Poulsens ersten erfolgreichen drahtlosen Sendeexperimenten folgte am Jahresende 1906 eine weiterentwickelte Versuchsendung. Dieses erste ausgestrahlte Hörfunkprogramm der Welt wurde an Heiligabend 1906 gesendet. Es setzte sich aus vorgelesenem Bibeltext, Schallplattenmusik vom Grammophon und dem live auf Violine gespielten Lied O Holy Night zusammen. Dafür benutzte ein Team um den Kanadier Reginald Fessenden einen Maschinensender in Brant Rock im Staat Massachusetts an der Ostküste der USA.
Im Laufe des Jahres 1907 versuchte Poulsen höhere Reichweite bei seinen Übertragungen zu erreichen. Von anfänglich ca. 60 Kilometern steigerte er die Entfernung auf etwa 1300 km. Letztlich versuchte er mit einer Tonsendung von Lungby bei Kopenhagen in den Osten der USA erstmals den Atlantik zu überwinden. Ab 1909 strahlte Valdemar Poulsen mit seiner Station bei Lyngby/Seeland am Bagsværdsee vom Grammophon abgespielte Musikprogramme aus.
Ebenfalls 1907 gelang die erste Programmübertragung von einem Schiff. Im britischen Hafen von Chatham (Kent) übertrug ein Sender vom HMS Andromeda, im Frühstücksraum an Bord vorgetragene Gedichte und Musik. Durch Geheimhaltung der Royal Navy blieb diese Testsendung fast ein Jahrhundert unbekannt.

#### Funk- bzw. Radiotelephonie
(Für diesen und nächsten Abschnitt ↑ siehe auch weiter unten: Tabellen internationaler & deutschsprachiger Verbreitung)

Nach den Erfolgen von V. Poulsen und R. Fessenden folgten zwischen 1907 und 1914 weitere Übertragungsversuche von Tönen sowie Sprache bzw. Musik, so 1907 beispielsweise durch die Royal Navy in der Grafschaft Kent im Südosten Englands – auf dem Medwayfluss vor Chatham.
Und u. a. auch in Deutschland, größtenteils mit Poulsens Lichtbogensendetechnik. Für diese damals neue Art der Übertragung von Tonsignalen bildeten sich in Abgrenzung zur bestehenden Funk(en)telegrahie im deutschsprachigen Raum die Begriffe Funktelephonie und Radiotelephonie, etwa vergleichbar mit den heutigen Begriffen Hör- und Sprechfunk heraus.
Der Berliner Physiker Ernst Walter Ruhmer führte 1906 ein „Telefongespräch“ via Funktelephonie über eine Entfernung von 3 Kilometern. Auch im Seefunk gab es eine Verwendung dieser Technik. Dazu wurden funktelephonische Rufnummern vergeben. Laut Archiv der Deutschen Seewarte enthielt die Nummer einer Seefunk-Station das Rufzeichen, die Sendefrequenz, Wellenlänge und am Ende den Zusatz A zuzüglich der Ziffern 1,2 oder 3. Je nachdem ob der betreffende Sender noch in ungedämpften (A1) bzw. tonmodulierten Wellen (A2) oder in Funktelephonie (A3) ausstrahlte (z. B. Norddeich Radio «DAN 122.9kH 2440 m A?»).
Die Versuchsfunkstelle am Finow-Kanal bei Eberswalde (nordöstlich von Berlin im heutigen Land Brandenburg) sendete die Firma C. Lorenz mit ihrem Vieltonsender 1910 erstmals Töne und 1919 die erste programmartige Hörfunkausstrahlung Deutschlands, was in den Folgejahren unter dem Namen Konzert „An alle“ regelmäßig fortgesetzt wurde.
1912 begann das o. g. Norddeich Radio Übertragungen von Sprache (Sprechfunk) zu testen. In Portugal führte Fernando Cardelho de Medeiros 1914 erste erfolgreiche Testversuche durch. Auch Guglielmo Marconi bzw. die Marconi Company in Chelmsford begann 1914 mit Versuchen zur Funktelephonie.
Von der
- o. g. Funkstelle am Finow-Kanal 1919 sowie
- 1920 vom Funkerberg bei Königs-Wusterhausen durch die Reichspost, in Rheinsberg durch Telefunken und einer Funkstelle des Völkerbundes bei Genf

erfolgten erstmals Sendungen mit Musik und Sprache im deutschsprachigen Raum.

#### Regelmäßiger Programmbetrieb
1909 nahm mit 14 Watt der erste Nachrichtensender der Welt – seinen Betrieb mit einem regelmäßigen Programm auf. Die Station in San José im US-Bundesstaat Kalifornien schufen der Physiker Charles „Doc“ Herrold und die Studenten seines College of Wireless and Engineering. 1921 erhielt dieser Sender, nun als ein kommerzieller die Kennung KQW, den später CBS übernahm.
1914 brach der Erste Weltkrieg aus, der für die zivile Entwicklung des drahtlosen Funks jäh zum Hemmnis wurde. In verschiedenen Ländern erfolgten zum Teil rigorose Maßnahmen gegen Radiopioniere und -amateure. Sie reichten von Aufhebung der wenigen bereits erteilten Sende- bzw. Empfangslizenzen bis hin zum Requirieren von den ersten technischen Geräten. Dies betraf vor allem die kriegführenden Nationen, aber selbst in der neutralen Schweiz wurden Lizenzen ausgesetzt.
1916 sendete in Pittsburgh die Station mit dem Amateurfunkrufzeichen 8XK von Dr. Frank Conrad, ehemaliger Marineoffizier und Angestellter der Telegraphenfirma Westinghouse Corporation regelmäßig zu Testzwecken Grammophonplatten und live gespielte Klavierstücke. Benachbarte Funker wurden um Rückmeldung über die Funkqualität gebeten. Schnell entwickelte sich die immer freitagabends abgespielte Musik zu einem beliebten Freizeitereignis.
1917 übernahm die Dänische Post & Telegraphie Valdemar Poulsens Lichtbogen-Sendestation Lungby und begann ihre ersten Programmversuche. Hieraus entstand sieben Jahre später Lyngby Radio mit dem Rufzeichen OXZ und diente dann als Nachrichten- bzw. Seefunk-Station. Außerdem begann das Staatsunternehmen von der Station OXE in Lyngby ein Musikprogramm auszustrahlen, 1924 regelmäßig täglich eine Stunde.
1919 sendete der niederländische Fabrikant Hanso Schotanus à Steringa Idzerda ab dem 6. November aus seiner privaten Wohnung in Den Haag das erste bekannte regelmäßige Radioprogramm in Europa mit dem Rufzeichen PCGG, immer an vier Tagen der Woche. Bis er 1924 leider aufgeben musste, weil die Finanzierung des Programms auf freiwillige Beiträge der Hörer angewiesen war, die trotz seines beliebten Programms ausblieben. Erschwerend war auch, dass die Zahl der Radiosender stetig zunahm und in den Niederlanden sich zudem eine völlig neuartige Organisationsform des Hörfunks, das sogenannte „Säulenmodell“ (Publieke Omroep) von Rundfunk-Vereinen etablierte (↑ siehe auch: Abschnitt dieses Artikels weiter unten Kontrolle).
Einen Monat (ab 1. Dezember 1919) nach der Den Haager PCGG-Station strahlte die Station XWA (Experimental Wireless Apparatus) als erster Sender Kanadas in Montreal sein englischsprachiges Probeprogramm aus. Der Sender gehörte der Marconi’s Wireless Telegraph Company of Canada und begann ein kommerzielles Programm im November 1920 mit der Kennung CFCF. Am 8. Juni 1919 erfolgte in Deutschland durch die Lorenz A.G. die erste Übertragung aus der Berliner Staatsoper.
1920 nahm über 8XK am 20. August (nun mit dem Rufzeichen KDKA) die erste kommerzielle Radiostation der USA ihren regelmäßigen Betrieb auf. Sieben Tage nach der KDKA eröffnete der erste Radiosender auf der Südhalbkugel in Südamerika in Buenos Aires, Radio Argentina (L.R.O.) mit einer Theater- bzw. Konzertübertragung seinen Betrieb.
1921 (17. November) startete die zweite Radiostation der Südhalbkugel und erste Ozeaniens – der Universitätsradiosender in Dunedin/Neuseeland durch Robert Jack. ihr Programm im Probebetrieb. Im nächsten Jahr setzte sie als erstes Volontariat-Radio der Welt den Betrieb fort und hatte bis 1990 als ein solches Bestand. 1921 begannen auch in Brasilien und Frankreich (Compagnie bzw. Societé Francaise de Radiophonie (SFR-P) vom Sender Émetteur de Sainte Assise und Postes, Télégraphes et Téléphones (PTT) vom Sender Eiffelturm) erste Radioübertragungen z. B. von Veranstaltungen. In den USA fanden in vielen großen Städten 28 weitere Eröffnungen von Rundfunksendern statt und noch weiterer 70 Stationen im darauffolgenden Jahr.
1922 (15. Juli) sendeten die französische PTT vom Eiffelturm ihr erstes Rundfunkprogramm. Die erste Radiostation in Uruguay, dem dritten lateinamerikanischen Land mit Rundfunk, nahm im August dieses Jahres ihren Betrieb auf. Dieser Sender mit Technik der General Electric Company strahlte am 1. Oktober 1922 die erste bekannte Fußballsendung und Direktübertragung eines Sportereignisses der Welt aus. Es war die Übertragung aus Montevideo des Fußballländerspieles im Copa América: Uruguay gegen Brasilien.
Am 6. November folgte wie die PTT ebenfalls vom Sender Eiffelturm der erste Privatsender Frankreichs Radiola der von Branly und Ducretet gegründeten Compagnie bzw. Societé Francaise de Radiophonie (SFR-P). Wenige Stunden danach fing in Großbritannien die ursprünglich private BBC zuerst in London über die Station 2LO ein im Studio Savoyen Hill produziertes Programm an zu senden. Einige Tage später folgten Birmingham (5 IT) und Manchester (2 ZY). Die BBC war damit die weltweit erste nationale Rundfunkgesellschaft.
Die Schweiz begann 1922 die erste kommerzielle Nutzung des Rundfunks im deutschsprachigen Raum. Zum einen durch regelmäßige Ausstrahlungen des Flugplatzsenders Lausanne und in Münchenbuchsee im Kanton Bern, von einem Radiotelegrafiesender der Marconi Radio Station AG.
1923 (Mai) strahlte die Firma Radioslava in der Tschechoslowakei ihr erstes regelmäßiges Radioprogramm aus. Im September begann auch Spaniens erster Sender Radio Iberica, ein Programm zu übertragen.
Im Oktober folgte in Deutschland die Funk-Stunde A.G. Berlin (eine Tochtergesellschaft der Deutschen Stunde) mit einem aus dem Berliner Vox-Haus regelmäßig gesendeten Programm. Neben dieser Berliner Aktiengesellschaft wurden durch die Deutsche Stunde in Deutschland weitere Tochtergesellschaften gegründet, um zusätzliche regionale Sender schaffen zu können. In diesem Rahmen folgte München noch im gleichen Jahr mit ersten Radioübertragungen. Die regionalen Tochterfirmen in Deutschland wurden 1925 zu Mitgliedern der Reichs-Rundfunk-Gesellschaft (RRG). Aus ihnen gingen nach 1945 Landessendeanstalten der späteren Bundesrepublik, beispielsweise der SDR hervor.

Österreich eröffnete 1924 in Wien, nach Radio Hekaphon erstmals mit der RAVAG den Rundfunk-Sendebetrieb am Stubenring (↑ siehe auch: Tabelle Deutschsprachiger Verbreitung).

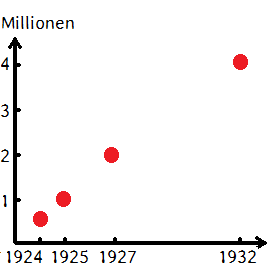
Rasanter Anstieg der Hörer mit Lizenzen der Deutschen Reichspost in der Weimarer Republik.

1924 (Dezember) nahm der Rundfunk der UdSSR, mit der Station Москва-Лапа (Kennzeichen ML) seinen regelmäßigen Betrieb auf. Der erste Probebetrieb von ML begann bereits 1922. Diese Hörfunkstation war der erste staatliche bzw. volkseigene Sender der Welt und sendete als Radio Moskwa bzw. Radio Moskau ab dem 29. Oktober 1929 als erste weltweite Station ein internationales Programm. Die erste Fremdsprache der mehrsprachigen Sendungen war Deutsch. Den Betrieb führte nach dem Ende der Sowjetunion die 1991 in Stimme Russlands umbenannte Station bis März 2014 fort. Seitdem ist lediglich ein eingeschränktes Angebot unter dem Namen Sputnik und nur noch im Internet verfügbar. Als nächste internationale Stationen weiterer Staaten folgten am 25. Dezember 1929 das Programm vom deutschen Weltrundfunksender (der jedoch erst 1932 ein selbst produziertes fremdsprachiges Programm ausstrahlte), 1931 Radio Vatikan, 1932 BBC Imperial Service und ein arabisches vom italienischen Radio Bari und 1942 auch von Voice of America.
1925 nahmen Asiens erste Radiostationen mit Programm in Landessprache, ihren regelmäßigem Betrieb auf. Das waren 3 japanische Sender zuerst die Tokyo Station (JOAK), der Osaka und Nagoya folgten sowie „Colombo Radio“ in Colombo der Hauptstadt des heutigen Inselstaat Sri Lanka.
1929 und in den folgenden zwei Jahren begannen erste Kurzwellen-Stationen mit Programmen in jeweiliger Landessprache zu senden, u. a. in Deutschland der erwähnte Weltrundfunksender und in Großbritannien der BBC Empire Service. Ziel war es, eigene Kolonien oder überseeische Landesteile wie Australien zu erreichen. Aber auch Auswanderern ihre ursprüngliche Heimat näher zu bringen.
Ebenfalls 1929 begannen erste Sender Bildsignale bereits im Dauerbetrieb zu übertragen. Mit einem vom schottischen Ingenieur und Erfinder John Logie Baird entwickelten Verfahren für das sogenannte mechanische Fernsehen wurde beispielsweise auf einem weiteren Sender, in diesem Fall London II (auf Mittelwelle 1147 kHz), die Tonspur bzw. das dazugehörige Tonsignal gesendet. Einige der von J. L. Bairds entwickelten Fernsehempfänger hießen Televisor (englisch Televizor), ein Begriff, der in weitere Sprachen (z. B. russisch Телевизор und spanisch televisor) früh übernommen wurde. Verschiedene dieser ersten Generation von Fernsehapparaten wurden auch so konstruiert, dass sie an einen bereits vorhandenen Rundfunkempfänger angeschlossen werden konnte. Beispiel ist hier der sowjetische Televisor B-2.
Der Rundfunk verbreitete sich über den gesamten Erdball. San Marino war eines der wenigen selbständigen Länder, das erst ab etwa 1975 einen Hörfunksender besaß.

### Wellenlängen und deren Bereiche

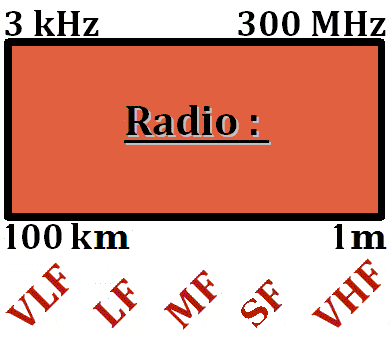
Grafische Zuordnung von Radiofrequenzen zu Wellenbereichen (Erklärung der Abkürzungen bitte siehe Text)

Eine Wahl des Wellenbereiches (heute auch als Frequenzband bezeichnet) wie der Wellenlänge bzw. Frequenz ist ein wichtiges Kriterium für die Reichweite im nachrichtentechnischen Sinne, also die maximal erreichbare Entfernung, in der ein Empfang noch möglich ist.
Von der Pionierzeit drahtloser Übertragungsversuche bis zur Zeit des Dauerbetriebes von Rundfunksendern wurden für die Übertragung der Signale, je nach technischem Entwicklungsstand unterschiedliche Frequenzbänder der niederfrequenteren Radiowellen ab 3 Kilohertz genutzt. Es wurden folgende Bereiche/Bänder möglich (in der Reihenfolge ihrer Entdeckung bzw. Nutzung für den Hörfunk):
- Längstwelle (englisch very low frequency bzw. low band, abgekürzt englisch VLF, 100.000–10.000 Meter, 3–30 kHz)
- Langwelle (englisch long wave oder low frequency bzw. long wave band, abgekürzt LW/LF, 10.000–1000 Meter, 30–300 kHz)
- Mittelwelle (englisch medium wave oder frequency bzw. medium wave band, abgekürzt MW/MF, 1000–100 Meter, Hörfunk 526.5–1705 kHz)
- Kurzwelle (englisch short wave oder frequency bzw. short wave band, abgekürzt KW/SW bzw. SF, 100–10 Meter, 1600–3000 kHz)
- Ultrakurzwelle (englisch very high frequency bzw. very high frequency band, abgekürzt UKW/VHF, in der Gegenwart auch mit FM (von Frequenzmodulation) gekennzeichnet, 10–1 Meter, Hörfunk etwa 5–3 Meter, 60–110 MHz)

Bei KW und UKW besteht bei der Verwendung des Wortes Band eine Begriffsüberschneidung, da Kurzwellen- und teilweise auch Mittelwellen- und UKW-Bereich innerhalb in unterschiedliche Meter-Bänder aufgeteilt ist. Bei UKW besteht die Aufteilung in Frequenzbänder die je nach ihrer Frequenz und ausgesendeter Norm benannt sind:
- UKW, MW und KW-Meterbänder, 160 bis 2-Meter-Band, (Beispiel: Tropenband das 120 Meterband),
- UKW-Bänder CCIR-Band (87,5–108 MHz) sowie OIR-Band (65,8–74 MHz) und das sogenannte Japan bzw. Japanese-Band (76–90 MHz), beim TV wurden die einzelnen untergeordneten Bänder mit den Römischen Zahlen I – V gekennzeichnet.

Zu der Zeit als Marconi, Popow, Branly, Ducretet, Baviera und andere Pioniere Signale sendeten, bestand anfangs allerdings keine Möglichkeit einen entsprechenden Sende- bzw. Empfangsbereich zu wählen. Es gab weder Bauteile, die einen Bereich noch eine gewünschte Wellenlänge bzw. Frequenz zur Übertragung einstellen konnten. Erst als begonnen wurde, den Schwingkreis mit variablen Spulen zu bestücken, konnte empfängerseitig mit dem Wechsel unterschiedlicher Spulen oder Gruppen von Spulen eine Bestimmung des beabsichtigten Bereiches von Wellenlänge bzw. Frequenz vorgenommen werden. Senderseitige Spulen unterschieden sich erheblich von denen in Empfänger. Die in Rundfunksendern sind in ihren Abmaßen ungleich größer, auch ein Umstecken von Senderspulen war nie möglich, da eine Rundfunkstation permanent jeweils in einer Frequenz bzw. Wellenlänge abstrahlte. Dies galt auch wenn über eine zweite Frequenz des Radiosenders das gleiche Programm abgestrahlt wurde. Ein Qualitätsfaktor bei der Herstellung von Spulen war sowohl für die senderseitigen in Funkhäusern, der empfängerseitigen von Radioapparatherstellern wie für den Empfängerselbstbau von Radioamateuren, die Wahl der Materialien sowie mit welchen handwerklichen Voraussetzungen und welcher Genauigkeit die Spulen gewickelt wurden.
Bei Verwendung eines empfängerseitigen Paares zweier oder auch mehrerer aufeinander abgestimmter Spulen, ermöglichte eine Veränderung ihrer Lage zueinander, wie der Verdrehung von Spulen gegeneinander – eine bestimmte einzelne Sendestation zu wählen. Dafür wurden verschiedene Mechaniken entwickelt, beispielsweise Kipp- und Schwenkkoppler oder ein Variometer. Die spätere Verwendung eines Wellen(um)schalters ermöglichte zwischen den mit ihm verbundenen Spulen oder Spulengruppen – die für entsprechende Wellenbereiche angepasst waren umzuschalten. Das Wechseln durch Auf- und Abstecken entfiel damit. Abgesehen von der Erfindung einer empfängerseitigen einstellbaren Rückkopplung waren die Neuerungen eines Gleiters auf den Spulen sowie der erwähnten Variometer, aber vor allem variabler Kondensatoren, beispielsweise der Drehkondensatoren, eine noch genauere Möglichkeit der Einstellung der Wellenlänge bzw. Frequenz.

### Organisation

#### Frequenz- bzw. Wellenpläne
Mit der Zunahme der Anzahl von Sendestationen und der gegenseitigen Störungen wurde ein grenzübergreifende Regulierung der Nutzung von Wellenlängen bzw. Frequenzen und deren Bereiche notwendig. Es kam auch zu ersten Absprachen über die jeweilige Nutzung der Wellenlängen. Die erste globale Übereinkunft über eine internationale Zuordnung von Frequenzen für Rundfunkstationen, in den damals genutzten Bereichen der Mittel- und Langwelle erfolgte während der Washingtoner International Radiotelegraph Conference 1927, eine der ersten in der langen Reihe der Weltfunkkonferenzen, auf denen globale Wellenpläne beschlossen und fortgeschrieben werden. Eine Normierung ähnlich den späteren Fernsehnormen unterblieb allerdings vorerst.

#### Kontrolle
Einen wesentlichen Einfluss auf die Entwicklung des Radios hatte die Kontrolle des Hörfunks. Sie wirkte in einzelnen Staaten der Erde sehr unterschiedlich, von forcierend bis bremsend. Der Grund für die unterschiedliche Verbreitung des Rundfunks in puncto Sender- wie Hörerzahlen in den USA gegenüber Europa lag vor allem in dem auffällig unterschiedlichen Maß an Überwachung bzw. Kontrolle. Das Entscheidende war, dass es in Übersee kein staatliches Monopol auf den Hör- bzw. Rundfunk wie in vielen europäischen Ländern gab und dass es außerdem keine staatlich zu verteilenden Empfangslizenzen gab. Monopol bedeutete bereits, wenn zumindest eine Komponente des Rundfunks, Sender oder Programm, das heißt entweder die Gesellschaften der Errichter oder Betreiber von Sendetechnik oder die Programm- und andere Rundfunkgesellschaften, sich in staatlichem Besitz befand oder über die Mehrheit in den Aufsichtsräten der jeweiligen Gesellschaften staatlich kontrolliert wurde. Zusätzlich zur senderseitigen gab es in mehreren europäischen Staaten eine massive Kontrolle, wer, wo und womit empfangen werden durfte.
Empfängerseitige Regularien wurden beispielsweise in den USA in den beiden vom Departement für Handel (engl. Departement of Commerce) erlassenen „Radio Acts“ von 1912 und 1927 gar nicht erwähnt. Auch über Programminhalte gab es keine Regeln. Zum Hauptinhalt gehörten Bestimmungen, unter welchen Bedingungen, zumeist lediglich technischer Details wie Frequenz- und Störstrahlregelungen, Privatmenschen einen Hörfunksender mit Programm betreiben durften.
Der Unterschied zwischen Übersee und Europa wird an folgenden Beispielen deutlicher. Während in den USA eine Regierungsbehörde, das dem Departement of Commerce zugeordnete National Bureau of Standards, am 16. März 1922 ein Dokument Construction and Operation of a very simple radio receiving equipment – eine Bauanleitung zum Selbstbau für einen kostengünstigen Radioempfänger samt Antenne zum Materialpreis von 10 bis 15 US-$ – veröffentlichte, wurde im Postministerium in Deutschland zur selben Zeit über die Gestattung lediglich von gemeinschaftlichem Empfang, dem sogenannten Saalfunk, diskutiert. Dieser Auffassung entsprechend, sollten noch nicht einmal Lizenzen zum Empfang an Privathörer ausgegeben werden. Die Diskussionen der deutschen Ministerien für Reichswehr und -post über die Zulassung des Rundfunks gipfelten in einem Streit mit dem Vorwurf „Mißbrauch von Heeresgerät“, da das Militär glaubte, wegen der in seinem Auftrag u. a. von Hans Bredow durchgeführten Tests von Hörfunkübertragungen in Schützengräben, auch das Monopol über den Rundfunk bzw. über die zivile Nutzung der noch vorhandenen Teile der militärischen Rundfunktechnik des Weltkriegs zu haben. In diesem Zusammenhang wurden die ehemaligen deutschen und österreichischen schätzungsweise 100.000 Nachrichtensoldaten des Ersten Weltkriegs, trotz ihrer technischen Kompetenz, von einer demokratischen Mitsprache zur Gestaltung des künftigen Hörfunks in ihren Heimatländern Deutschland und Österreich ausgeschlossen.
Außerdem ist das US-amerikanische Rundfunkwesen überwiegend in Privathand und von Anfang an werbefinanziert. Ein weiterer auffälliger Unterschied zu Europa bestand darin, dass der Rundfunk in den USA wesentlich mehr regionalen Charakter hatte. In den Anfangsjahren gab es noch nicht einmal landesweite Stationen wie die spätere NBC beispielsweise, wohingegen in Europa überregionale staatliche bzw. öffentlich-rechtliche Sendeanstalten oder Sender durch Verträge mit staatlichen Einrichtungen anfingen, den Rundfunkbetrieb auszuführen. Die einzigen staatlichen bzw. staatlich kontrollierten Sendereinrichtungen der USA sind das weltweite militärische Sendernetz des AFN und ein Landessender, der als Fernsehprogramm, Parlamentssitzungen überträgt.
Eine Ausnahme bzw. Sonderstellung ist das einmalige niederländische sogenannte „Säulenmodell“. Das im europäischen Maßstab liberalere Modell hat von seinen Anfängen 1924 bis in die Gegenwart Bestand. Trotz vorhandener staatlicher Zensur und einer gesetzlichen Sendezeitregelung organisieren mehrere hart konkurrierende Vereine mit kirchlichem oder anderweitigem politischen Hintergrund den Rundfunk in diesem Land sehr selbständig. Anfänglich mieteten sie Sender, später bauten sie diese auch selbst, wie z. B. Hilversum 2.

## Tabellen

### Internationale Verbreitung
Anmerkung: In dieser Tabelle ist eine Auswahl der internationale Verbreitung des Hörfunks bis 1945 dargestellt. Die Eingrenzung der Auswahl besteht darin, dass die jeweilige erste Aktivität zum Hörfunk eines Landes bzw. Mandatsgebietes oder einer Kolonie usw. aufgeführt ist. Leistete ein Land weitere Aktivitäten von Weltrang (Premieren), kann ein solches Land mehrfach genannt sein. Sender gleicher Kontinente sind mit jeweils gleichen Farben gekennzeichnet.
| Land / Staat                    | Probe-/ Amateur- betrieb ab: | Sender bzw. Gründer                                             | kommerziel- ler Betrieb ab: | Code                    | Notiz |
| ------------------------------- | ---------------------------- | --------------------------------------------------------------- | --------------------------- | ----------------------- | --- |
| Versuchssender                  |                              |                                                                 |                             |                         | |
| Dänemark                        | 1904                         | V. Poulsen                                                      | -                           | -                       | Erste Sprachübertragung |
| USA                             | 1906                         | R. Fessenden                                                    | -                           | -                       | |
| Großbritannien                  | 1907                         | Royal Navy                                                      | -                           | -                       | Erste Programmübertragung von einem Schiff, Chatham (Kent) |
| Regelmäßiger Programmbetrieb    |                              |                                                                 |                             |                         | |
| USA                             | 1909                         | Doc Herrold 6XF                                                 | 1921                        | KQW                     | Erster Nachrichten-Sender/Dauerbetrieb ab 1909 |
| USA                             | 1916                         | Dr. Conrad 8XK                                                  | 1920                        | KDKA                    | Erster Voll-Programmsender/Dauerbetrieb ab 1916 |
| Dänemark                        | 1917                         | Poulsen/Dän. Post                                               | 1923                        | OXZ                     | Seefunk |
| Niederlande                     | 1919                         | Steringa Idzerda                                                | 1919                        | PCCG                    | Voll-Programmsender, erster Hörfunk in Westeuropa |
| Kanada                          | 1919                         | XQA                                                             | 1920                        | CFCF                    | |
| Deutsches Reich                 | 1919                         | Eberswalde                                                      | keinen                      | Sender der C. Lorenz AG | ↑ siehe auch: Versuchsfunkstelle Eberswalde |
| Deutsches Reich                 | 1920                         | Königs-Wusterhsn.                                               | keinen                      | Sender der Reichspost   | ↑ siehe auch: Funkerberg |
| Argentinien                     | 1921                         | Radio Argentina                                                 | 1921                        | LRO                     | |
| Uruguay                         | 1922                         | Radio Montevideo                                                | 1922                        |                         | |
| Frankreich                      | 1921                         | Ducretet/Branly und PTT Paris                                   | 1922                        |                         | Name der ersten Programm-Senders: Radio Tour Eiffel (PTT) und Radiola (SFR-P) |
| Großbritannien                  | 1922?                        | BBC Hull                                                        | 1922                        | 2LO                     | |
| Neuseeland                      | 1921                         | Radio Dunedin/Otago                                             | 1922                        | DN/4XD                  | Universitätssender, 4XD war 1922–1990 ein nichtkommerzieller Volontär-Sender. Erste Radiostation Ozeaniens.                                                                               |
| Schweiz                         | 1922                         | Flugplatzsender Bern und Lausanne                               | 1922                        |                         | Wirtschaftsnachrichten, Testsendungen Musik, Nachrichten. Erster kommerzieller Hörfunk in Mitteleuropa                                                                                    |
| Chile                           | 1922                         | Radio Chilena                                                   | 1922                        |                         | |
| Kuba                            | 1922                         | Luis Casas Romero                                               | 1922                        | 2LC/PWX                 | Rádio Sociedade de Cuba |
| Sowjetrussland                  | 1922                         | Москва-Лапа                                                     | 1924                        | LM (ЛМ)                 | Langwelle auf 3000 Meter |
| Belgien                         | 1922                         | Georges De Caluwé                                               | 1924                        |                         | Radio Antwerpen („Radio Kerkske“/Kirchlein) Erster Kurzwellensender |
| Österreich                      | 1923                         | Oskar Koton (Firma Czeija & Nissl) Radio Hekaphon               | 1923                        |                         | Programm mit Sprach- und Musikübertragungen |
| ČSR                             | 1923                         | Sender Radioslava Prag                                          | 1923                        |                         | Programmgesellschaft: Radiojournal |
| Spanien                         | 1923                         | Radio Iberica                                                   | 1923                        |                         | 0,5 Kilowatt |
| Niederlande                     | 1923                         | Hilversum Seintoestellen Fabriek                                | 1923                        |                         | ↑ siehe auch: Hilversumsche Draatlooze Omroep |
| Republik China                  | 1923                         | Harbin                                                          | 1923                        |                         | Radio Corporation of China. Eigentum der RCA Erster englischsprachiger Sender in China |
| Deutsches Reich                 | 1923                         | Funk-Stunde Berlin Sender der Funk-Stunde AG Berlin im Vox-Haus | 1923                        |                         | 0,25 Kilowatt, Tochterunternehmen und erster Sender der Gesellschaft Deutschen Stunde mbH                                                                                                 |
| Dänemark                        | ?                            | Poulsen/Dän. Post                                               | 1924                        | OXE                     | Musikkübertragungen |
| Österreich                      | 1924                         | RAVAG Radio Wien                                                | 1924                        |                         | |
| Portugal                        | 1924                         | Abílio Nunes Dos Santos                                         | 1925                        | P1AA                    | Radio Lisboa |
| Japan                           | 1923                         | Tokyo Station                                                   | 1925                        | JOAK                    | Erster landessprachiger Sender Asiens |
| Ceylon                          | 1923                         | Colombo Radio                                                   | 1925                        |                         | |
| Norwegen                        | 1923                         | Kringkastingsselskapet                                          | 1925                        |                         | Oslo |
| Schweden                        | 1925                         | AB Radiotjänst                                                  | 1925                        |                         | |
| Dänemark                        | 1925                         | Danmarken Radio                                                 | 1925                        | DR                      | 3× täglich |
| Finnland                        | 1923                         | Suomen Yleisradio AB                                            | 1926                        | OY                      | |
| Königreich Italien              | 1924                         | URI                                                             | 1924                        |                         | Unione del Radiophonica Italiana |
| Jugoslawien (Königreich)        | 1924                         | Radio Beograd-Rakovica                                          | 1924                        |                         | Erster Sender auf dem Gebiet des ehemaligen Jugoslawiens, ↑ siehe auch: Radio Belgrad |
| Ungarn                          | 1925                         | Budapest I                                                      | 1925                        |                         | Magyar Telefonhírmondó és Rádió ↑ siehe auch: Magyar Rádió |
| Polen                           | 1925                         | Radio Warschau                                                  | 1925                        |                         | |
| Lettland                        |                              | Latvijas Radio                                                  | 1925                        |                         | |
| Irland                          | 1925                         | Radio Dublin                                                    | 1926                        | 2RN                     | |
| Kroatien                        | 1926                         | Radio Zagreb                                                    | 1926                        |                         | ↑ siehe auch: Hrvatska Radiotelevizija |
| Freie Stadt Danzig              | 1926                         | Sender Danzig                                                   | 1926                        |                         | Programmübernahme von der ORAG |
| Litauen                         | 1926                         | Radio Kaunas/Radio Kowno                                        | 1926                        |                         | Erster litauischsprachiger Sender in Kauen |
| Polen                           | 1927                         | Polskie Radio Wilno                                             | 1927                        |                         | Erster polnischsprachiger Sender in Wilna (damals zur Zweiten Republik Polen gehörig) |
| Rumänien                        | 1927                         | Radio Bucureşti                                                 | 1928                        |                         | Amateurbetrieb ab 1927 der Asociaţia Prietenilor (Gesellschaft Freunde d. Radiotelphonie) Radiotelefoniei, ab 1928 kommerzieller Betrieb der Societăţii de Difuziune Radiotelefonic       |
| China                           | 1928                         | Nanjing                                                         | 1928                        | XKM                     | Central Broadcasting Systems Erster chinesischsprachiger Sender in China |
| Slowenien                       | 1928                         | Radio Ljubljana                                                 | 1928                        |                         | |
| Marokko                         |                              | Radio Maroc                                                     | 1928                        |                         | Erster Sender Afrikas, Betreiber: Société Nationale de Radiodiffusion |
| UdSSR                           | 192?                         | Radio Moskau                                                    | 1929                        |                         | Erster Internationaler Sender mit Übertragungen in Fremdsprachen u. a. in Deutsch, diente zur propagandistischen Information über die UdSSR. 1991 umbenannt in Stimme Russlands           |
| Island                          | 1929?                        | Ríkisútvarpið Reykjavík                                         | 1930                        |                         | Ríkisútvarpið RÚV (Icelandic National Broadcasting Service) |
| Vatikan                         | 1931?                        | Radio Vaticana                                                  | 1931                        |                         | Internationaler Sender |
| Königreich Italien              | 193?                         | Radio Bari                                                      | 1932                        |                         | Erste arabischsprachige Radiostation Europas, ein von Bari aus, während der Regierungszeit Benito Mussolinis betriebener Propagandasender insbesondere für den Nahen Osten und Nordafrika |
| Ägypten                         | 193?                         | Radio Cairo                                                     | 1934                        |                         | Erster staatlicher Sender Ägyptens |
| Äthiopien                       | ?                            |                                                                 | 1935                        |                         | Ethiopian Radio Agency |
| Völkerbundsmandat für Palästina | 193?                         | Sender Ramallah                                                 | 1936                        |                         | Palestine Broadcasting Service in Englisch, Arabisch u. Hebräisch |
| Königreich Irak                 | 193?                         | Baghdad Radio                                                   | 1937                        |                         | |
| Moldauische ASSR                | 193?                         | Radio Tiraspol                                                  | 1937                        |                         | Propagandasender der UdSSR in der damaligen Moldauischen Autonomen SSR in Tiraspol, heute Transnistrien                                                                                   |
| Griechenland                    | 193?                         | Radiophonikos Stathmos Athinon                                  | 1938                        |                         | ↑ siehe auch: Elliniki Radiofonia – Athen |
| Albanien                        | 1938                         | Radio Shqiptar                                                  | 1938                        |                         | errichtet als Propagandasender der italienischen Besatzungsmacht, nach dem Krieg Nutzung und Ausbau durch Albanien                                                                        |
| Andorra                         | 193?                         | Radio Andorra                                                   | 1939                        |                         | Radiophonie du Midi |
| Monaco                          | 194?                         | Radio Monte Carlo                                               | 1943                        |                         | Propagandasender der Deutschen Auslands Rundfunk Gesellschaft Interradio AG |
| Nordmazedonien                  | 1944                         | Radio Skopje                                                    | 1944                        |                         | ↑ siehe auch: Skopje |
| Montenegro                      |                              | Radio Cetinje                                                   | 1944                        |                         | ↑ siehe auch: Radio Montenegro |
| Kosovo                          |                              | Radio Priština                                                  | 1944                        |                         | ↑ siehe auch: Hörfunk und Fernsehen in Jugoslawien |

### Verbreitung deutschsprachiger Sender
Anmerkung: In dieser Tabelle ist die Verbreitung bis 1945 – von deutschsprachigen Sendern bzw. Sendungen deutschsprachiger Staaten und nicht-deutschsprachiger Staaten dargestellt.
| Stadt / Landes- teil / Kanton | Probe-/ Amateur betrieb ab: | Sender | kommerziel- ler Betrieb ab: | Notiz/Leistung/Gründer |
| ----------------------------- | --------------------------- | --- | --------------------------- | --- |
| Eberswalde./Preussen          | 1919                        | Eberswalde am Finow-Kanal, NÖ von Berlin, privater Versuchssender der C. Lorenz AG, Radio Lorenz, Eberswalde                                | keinen                      | regelmäßiger Testbetrieb bis 1939, danach Abbau und Umnutzung ↑ siehe auch: Funkstelle Eberswalde |
| Bel-Air bei Geneve            | 1920                        | Sender Genève/Genf-Bel Air | -"-                         | Sender des Völkerbunds 1920 bis 1921, Verlegung nach Bern-Münchenbuchsee |
| K.-Wusterhsn./Preussen        | 24. 12. 1920                | Königs-Wusterhausen bei Berlin, Sender der Deutschen Reichspost                                                                             | -"-                         | Testbetrieb bis 1926 ↑ siehe auch: Funkerberg |
| Bern                          | 9. 9. 1921                  | Sender Bern-Münchenbuchsee | -"-                         | 10 Kilowatt, Sender des Völkerbunds |
| Basel/Basel-Stadt             | 1920                        | Mehrere Sender: Zeughaus in St.Jakob/Basel und im Bernoullianum                                                                             | -"-                         | Hans Zickendraht |
| Lausanne/Vaud(Waadt)          | Oktober 1922                | Flugplatzsender Lausanne Programmgesellschaft Utilitas bzw. ab Juli 1922 Broadcasting Romand, Gründung von Utilitas und Radioclub Lausanne. | 26. 2. 1922                 | Kennung: LB2 Pilotenwetter & Flugzeugeinweisungen, ab Oktober 1922 im Test und ab Februar 1922 regelmäßig in den Abendstunden Musik, Nachrichten mit Wetter & Sport. Erster kommerzieller Hörfunk in Mitteleuropa. |
| Bern                          | 26. 4. 1922                 | Sender Bern-Münchenbuchsee | Juni 1923                   | Wirtschaftsnachrichten |
| Wien                          | 1. 4. 1923                  | Radio Hekaphon, privater Versuchssender | 1. 7. 1923                  | 100 Watt, Oskar Koton (Firma Czeija & Nissl), gestaltetes gemischtes Programm. |
| Berlin                        | 1923                        | Funk-Stunde Berlin Sender der Funk-Stunde AG Berlin im Vox-Haus                                                                             | 29. 10. 1923                | 0,25 Kilowatt, Tochterunternehmen (wie alle weiteren 8 reichsdeutschen Regional-AGs) der Gesellschaft Deutschen Stunde mbH                                                                                         |
| Kloten/Zürich                 | September 1923              | Flugplatzsender Kloten-Dübendorf. |                             | 1 Kilowatt, die Hörfunkversuche unternahm der Radioclub Zürich |
| Geneve                        | 1922?                       | Flugplatzsender Genève-Cointrin | x. 1923 (Monat unbekannt)   | Kennung: LB1, Programm wie Lausanne, späterer Zusammenschluss beider Sender durch die Société Romande de Radiophonie (gegründet 17. Dezember 1923).                                                                |
| Leipzig/Sachsen               | 1924                        | Leipzig, Sender Alte Waage, Antenne Neues Johannishospital                                                                                  | 2. 3. 1924                  | Mitteldeutsche Rundfunk AG/Deutsche Stunde |
| München/Bayern                | 1923                        | München, Sendesaal im Verkehrsministerium Arnulfstraße                                                                                      | 30. 3. 1924                 | 0,25 Kilowatt, Deutsche Stunde Bayern/Deutsche Stunde |
| Frankfurt am Main.            | 1924                        | Frankfurt am Main | 1. 4. 1924                  | 1,5 Kilowatt, Südwestdeutsche Rundfunkdienst AG/Deutsche Stunde |
| Hamburg/Hansestadt            | 1924                        | Hamburg, Sender Fernsprechamt Schlüterstraße                                                                                                | 2. 5. 1924                  | 0,7 Kilowatt, Nordische Rundfunk AG/Deutsche Stunde |
| Stuttgart/Württemberg         | 1924                        | Stuttgart | 11. 5. 1924                 | 0,25 Kilowatt, Süddeutsche Rundfunk AG/Deutsche Stunde |
| Breslau/Preussen              | 1924                        | Breslau | 26. 5. 1924                 | Funk-Stunde Schlesien/Deutsche Stunde |
| Münster/Preussen              | 1924                        | Münster | 26. 5. 1924                 | 0,7 Kilowatt, Westdeutsche Funkstunde/Deutsche Stunde |
| Königsberg/Preussen           | 1924                        | Königsberg, Sender Pregelwiesen | 14. 6. 1924                 | 0,5 Kilowatt, Ostmarken Rundfunk AG/Deutsche Stunde |
| Wien                          | 1923                        | Radio Wien Stubenring | 1. 10. 1924                 | 350 Watt RAVAG |
| Zürich                        | 1923                        | Sender Zürich-Höngg Radio Zürich | 23. 10. 1924                | ca. 0,5–1 Kilowatt Betreiber: Radiogenossenschaft in Zürich |
| Basel                         | 1924                        | Flugplatzsender Basel-Sternenfeld | 1924                        | Musik Pilotenwetter Flugzeugeinweisungen |
| Bern                          | 1925                        | Sender Bern-Münchenbuchsee Radio Bern | 19. 11. 1925                | ca. 1,2 Kilowatt Betreiber: Radiogenossenschaft Bern |
| Königs-Wusterhsn/Preu.        | 1926                        | Deutschlandsender I | 7. 1. 1926                  | 20 Kilowatt Langwelle Deutsche Welle GmbH |
| Wien                          | 1926                        | Sender Wien-Rosenhügel | 30. 1. 1926                 | 7 Kilowatt RAVAG |
| Danzig/Freistaat              | 1926                        | Sender Danzig | 1. 6. 1926                  | Programmübernahme von der ORAG Königsberg |
| Basel                         | 1926                        | Flugplatzsender Basel-Ster- nenfeld späterer Sender Zeug- haus in St.Jakob Radio Basel                                                      | 19. 6. 1926                 | Betreiber: Radiogenossenschaft Basel |
| Innsbruck/Tirol               | 1927                        | Sender Innsbruck-Aldrans | 02. 6. 1927                 | RAVAG |
| Linz/Oberösterreich           | 1927                        | Sender Linz-Freinberg | 24. 6. 1928                 | RAVAG |
| Zeesen/Preussen               | 1926                        | Deutschlandsender II | 26. 8. 1929                 | 8 Kilowatt Kurzwelle WeltrundfunksenderRadio Moskau ab 1929 |
| Moskau/RSFSR                  | 192?                        | Radio Moskwa | 1929                        | Internationaler Sender Radio Moskwa in Deutscher Sprache |
| Vatikan                       | 193?                        | Radio Vaticana | 1936                        | Erste Ausstrahlungen in Deutscher Sprache |
| Mělnik/Böhmen                 | 1938                        | Sender Mělník | 1. 5. 1938                  | Erster deutschsprachiger Sender der Radioslava/Radiojounal in der CSR 140 kW |
| Großbritannien                |                             | BBC (BBC World Service) | ?. 9. 1938                  | Deutschsprachiger Dienst der BBC (1999 eingestellt). Erwähnenswert sind Sendungen während des Zweiten Weltkriegs wie Frau Wernicke: Kommentare einer „Volksjenossin“                                               |
| Vaduz                         | 1938                        | Sender Vaduz | 15. 10. 1938                | Erster Sender Liechtensteins |
| Belgien                       | 1945                        | Ab 1961 erster eigener Sender in Lüttich | 1. 10. 1945                 | Erste deutschsprachige Sendung des Belgischen Rundfunks |

## Öffentliche Ehrungen

### Kritik

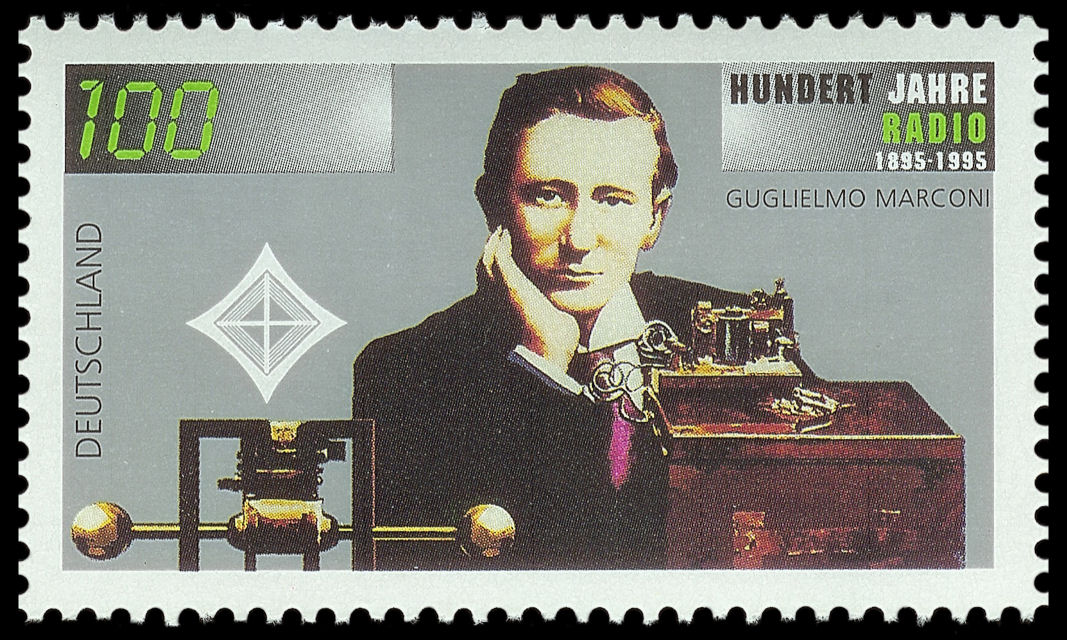
Als Beispiel: Sonderbriefmarke zu 100 Jahre Radio mit Abbild von Guglielmo Marconi

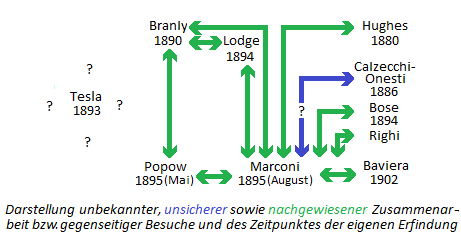

Im öffentlichen Bewusstsein wird Guglielmo Marconi, bedeutend für die Nachrichtentechnik u. a. mit seinen Entfernungsrekorden drahtloser Telegrafie-Verbindungen, häufig auch die Erfindung des Radios zugeschrieben. Zu Marconis Bekanntheit trug zusätzlich die Telegraphietechnik-Firma Marconi seiner Familie bei, die neben Telegrafiesender- und Empfangstechnik auch Technik mit gleicher Funktion für den Hörfunk produzierte und vertrieb. Letztere jedoch überwiegend erst ab den 1920er Jahren.
G. Marconi meldete – nur mit dem Einreichen von Text-Unterlagen – im Juni 1896 ein britisches Patent an (welches ihm mit der Nummer 12039 für Transmitting Electrical Impulses and Signals, and an Apparatus therefor am 2. Juli 1897 genehmigt wurde). Die dazu notwendige erklärende bildliche Dokumentation mit Zeichnungen ergänzte er jedoch erst im März 1897, nachdem schon ein Jahr seit Popows 250-m-Versuch vergangen war.
Und bei seinem ersten Transatlantik-Funkversuch 1901 sendete er lediglich ein S in Form eines Morsebuchstabens durch das Eintippen von den 3 kurzen Signalen: · · ·, also kein z. B. zu Popows Versuchen ähnliches Tonsignal.
Wem vor Poulsens Verfahren der Lichtbogentechnik eine erste experimentelle Übertragung von Tönen gelang, ist bisher nicht bekannt bzw. nicht eindeutig nachweisbar. Einer Person die Erfindung des Radios zuzuschreiben ist außerdem kaum möglich, da niemand ohne Erfindungen anderer auskam, um selbst erfolgreich zu sein, was alle Pioniere betraf.
Das zeigte sich beispielsweise bei der Nutzung der verschiedenen Kohärer oder dem Phonograph Edisons oder bei einer direkten Zusammenarbeit, wie z. B. Marconi mit Ferdinand Braun, die den beiden für ihre Leistungen „in recognition of their contributions to the development of wireless telegraphy“, 1909 den Nobelpreis für Physik einbrachte. Ergänzt sei, dass letzterer u. a. mit Adolf Slaby, einem weiteren deutschen Funkpionier, den induktiv gekoppelten Antennenkreis entwickelte.
Hinzu kommt, dass es um das Jahr 1900 noch keine klare Definition des Begriffes Radio und Abgrenzung zur Telegrafie gab. Zu dieser Zeit wurde das Wort Radio noch für jede drahtlose Ausstrahlung verwendet (↑ siehe auch: Abschnitt dieses Artikels weiter unten Der Begriff Radio).
1943 entschied für die USA das Oberste Patentgericht der USA, dass Tesla der Erfinder des Radios sei. Dies ignorierte nicht nur den Beitrag des russischen Wissenschaftler Alexander Popow, sondern auch vor allem weitere in Europa erbrachte Leistungen Poulsens, Hughes, Branlys, Bavieras, aber auch des US-Amerikaners Greenleaf Whittier Pickards, ohne dessen umfangreiche Tests und Erfindungen kein brauchbarer Detektorempfänger zur Verfügung gestanden hätte.

### Ehrungen der IEEE
Das internationale Institute of Electrical and Electronics Engineers (IEEE) veröffentlichte eine Liste über historische Errungenschaften und bezeichnet diese als Meilensteine in der Elektrotechnik und Elektronik. Folgende Persönlichkeiten werden dort für ihre Leistungen speziell im Bereich der Entwicklung der drahtlosen Übertragungstechnik geehrt.
- Edouard Branly
- Alexander Stepanowitsch Popow
- Guglielmo Marconi
- Valdemar Poulsen
- Ernst F.W. Alexanderson
- John Ambrose Fleming
- Reginald Aubrey Fessenden
- Frank Conrad

## Der Begriff Radio
(↑ siehe auch: inhaltlich zusammenhängender Abschnitt, weiter oben Kritik)
Der Terminus Radio steht bzw. stand je nach zeitlicher und regionaler Verwendung für unterschiedliche Begriffe, was problematisch z. B. für die eindeutige Beantwortung Frage ist, wann bzw. durch wen die Erfindung stattfand.
Anfänglich, also im ausgehenden 19. und dem beginnenden 20. Jahrhundert stand der Terminus global sowohl für
- einen ausstrahlenden Sender bzw. eine Station,
- als Kurzwort für das Empfangsgerät oder
- allgemein für das drahtlose Ausstrahlen, und das ebenso bei Telegraphie- wie bei Hörfunksignalen
- Bezeichnung des Mediums.

Vor allem im englischen Sprachraum gilt dies bis in die Gegenwart. Nur der Teilbereich des Hörfunks wurde ab den 1920ern abgrenzend als broadcast(ing) bezeichnet.
Im deutschen bzw. als jeweiliger Ausdruck in anderen westgermanischen Sprachen prägten sich dafür die Worte Rundfunk (später Hörfunk) oder speziell in der Deutsch-Schweiz, in Liechtenstein und teilweise in Österreich Rundspruch sowie im Flämischen bzw. niederländisch Omroep (roep = Ruf) heraus.
In romanischen ebenso wie in slawischen Sprachen wird dafür hauptsächlich der Wortstamm Radio(f-ph)on… bzw. Radiotelephon… zuzüglich der jeweiligen Endung in der entsprechenden Sprache verwendet.
Nach dem Duden ist das Wort folgendermaßen definiert:

„Zitat:
- 1. Rundfunkgerät, -empfänger, Radioapparat
- sowie 2.
  - Rundfunk, Hörfunk (als die durch das Rundfunkgerät verkörperte Einrichtung zur Übertragung von Darbietungen in Wort und Ton)
  - Sender, Rundfunkanstalt“